# PlusLiga (2024/2025)
PlusLiga 2024/2025 – 89. edycja mistrzostw Polski (72. sezon w formule ligowej, a 25. sezon jako liga profesjonalna) zorganizowana przez Polską Ligę Siatkówki SA. Zainaugurowany został 13 września 2024 roku.
8 grudnia 2024 roku w 15. kolejce były rozgrywający reprezentacji Polski Łukasz Żygadło został najstarszym zawodnikiem, który zagrał w meczu w polskiej lidze. Siatkarz miał dokładnie 45 lat, 4 miesiące i 6 dni. Poprzedni rekord należał do rozgrywającego Jarosława Macionczyka, który również grał w PlusLidze w wieku 45 lat.
W PlusLidze w sezonie 2024/2025 uczestniczyło 16 drużyn. Do najwyższej klasy rozgrywkowej dołączył mistrz 1. ligi – Nowak-Mosty MKS Będzin. Po zakończeniu sezonu 2023/2024 KGHM Cuprum Lubin połączył się z zespołem Agencja Inwestycyjna Stilon Gorzów, tworząc klub Cuprum Stilon Gorzów.
Rozgrywki składały się z fazy zasadniczej oraz fazy play-off. W fazie zasadniczej drużyny rozegrały ze sobą po dwa mecze. Osiem najlepszych awansowało do fazy play-off. Faza play-off obejmowała ćwierćfinały, mecze o 5. miejsce, półfinały, mecze o 3. miejsce oraz finały.

## System rozgrywek
PlusLiga w sezonie 2024/2025 składała się z fazy zasadniczej oraz fazy play-off.

### Faza zasadnicza
W fazie zasadniczej drużyny rozegrały ze sobą po dwa spotkania systemem kołowym (mecz u siebie i rewanż na wyjeździe). Osiem najlepszych zespołów fazy zasadniczej awansowało do fazy play-off. Pozostałe drużyny zakończyły udział w rozgrywkach, z tym że te, które zajęły miejsca 14-16, spadły do 1. ligi.

### Faza play-off
Faza play-off składała się z ćwierćfinałów, półfinałów, meczów o 5. miejsce, meczów o 3. miejsce i finałów.
Ćwierćfinały

Ćwierćfinałowe pary powstały na podstawie miejsc z fazy zasadniczej według klucza: 1-8; 2-7; 3-6; 4-5. Rywalizacja toczyła się do dwóch zwycięstw ze zmianą gospodarza po każdym meczu. Gospodarzem pierwszego spotkania w parze był zespół, który w fazie zasadniczej zajął wyższe miejsce. Zwycięzcy w parach awansowali do półfinałów, dwie przegrane drużyny najwyżej sklasyfikowane w fazie zasadniczej grały o 5. miejsce, pozostali przegrani natomiast zostali sklasyfikowani odpowiednio na miejscach 7-8 zgodnie z tabelą fazy zasadniczej.
Mecze o 5. miejsce

O 5. miejsce rywalizacja toczyła się w formule dwumeczu. Za zwycięstwo 3:0 lub 3:1 drużyna otrzymywała 3 punkty, za zwycięstwo 3:2 – 2 punkty, za porażkę 2:3 – 1 punkt, natomiast za porażkę 1:3 lub 0:3 – 0 punktów. Jeżeli po rozegraniu dwumeczu obie drużyny zdobyły taką samą liczbę punktów, rozgrywany był tzw. złoty set grany do 15 punktów z dwoma punktami przewagi jednej z drużyn. Gospodarzem pierwszego spotkania w parze był zespół, który w fazie zasadniczej zajął niższe miejsce.
Półfinały

Pary półfinałowe utworzone zostały według klucza:
1. zwycięzca w parze 1-8 – zwycięzca w parze 4-5;
2. zwycięzca w parze 2-7 – zwycięzca w parze 3-6.

Rywalizacja toczyła się do dwóch zwycięstw ze zmianą gospodarza po każdym meczu. Gospodarzem pierwszego spotkania w parze był zespół, który w fazie zasadniczej zajął wyższe miejsce. Zwycięzcy w parach awansowali do finałów, przegrani natomiast grali o 3. miejsce.
Mecze o 3. miejsce

O 3. miejsce drużyny grały w serii do trzech zwycięstw ze zmianą gospodarza po każdym meczu. Gospodarzem pierwszego spotkania w parze był zespół, który w fazie zasadniczej zajął wyższe miejsce.
Finały

O tytuł mistrzowski drużyny grały w serii do trzech zwycięstw ze zmianą gospodarza po każdym meczu. Gospodarzem pierwszego spotkania w parze był zespół, który w fazie zasadniczej zajął wyższe miejsce.

## Drużyny uczestniczące
W PlusLidze w sezonie 2024/2025 uczestniczyło 16 drużyn. W porównaniu z poprzednim sezonem do najwyższej klasy rozgrywkowej dołączył mistrz 1. ligi Nowak-Mosty MKS Będzin. W maju 2024 roku KGHM Cuprum Lubin połączył się ze spółką Siatkarski Gorzów odpowiedzialną za drugoligowy zespół Agencja Inwestycyjna Stilon Gorzów, tworząc klub Cuprum Stilon Gorzów.
| PlusLiga 2024/2025                                                                    | PlusLiga 2024/2025 |                  |
| ------------------------------------------------------------------------------------- | ------------------ | ---------------- |
| JSW Jastrzębski Węgiel                                                                | 1                  | Liga Mistrzów    |
| Aluron CMC Warta Zawiercie                                                            | 2                  | Liga Mistrzów    |
| PGE Projekt Warszawa                                                                  | 3                  | Liga Mistrzów    |
| Asseco Resovia Rzeszów                                                                | 4                  | Puchar CEV       |
| Bogdanka LUK Lublin                                                                   | 5                  | Puchar Challenge |
| Trefl Gdańsk                                                                          | 6                  |                  |
| PSG Stal Nysa                                                                         | 7                  |                  |
| Indykpol AZS Olsztyn                                                                  | 8                  |                  |
| PGE GiEK Skra Bełchatów                                                               | 9                  |                  |
| ZAKSA Kędzierzyn-Koźle                                                                | 10                 |                  |
| Ślepsk Malow Suwałki                                                                  | 11                 |                  |
| Barkom-Każany Lwów                                                                    | 12                 |                  |
| GKS Katowice                                                                          | 13                 |                  |
| Cuprum Stilon Gorzów                                                                  | 14                 |                  |
| Steam Hemarpol Norwid Częstochowa                                                     | 15                 |                  |
| Awans z Tauron 1. Ligi                                                                |                    |                  |
| Nowak-Mosty MKS Będzin                                                                | 1                  |                  |
| Oznaczenia: - kolumna druga – miejsce zajęte przez daną drużynę w poprzednim sezonie. |                    |                  |

### Awanse i spadki
| Poz. | Spadek z PlusLigi 2023/2024 |
| ---- | --------------------------- |
| 16.  | Enea Czarni Radom           |

| Poz. | Awans z Tauron 1. Ligi |
| ---- | ---------------------- |
| 1.   | Nowak-Mosty MKS Będzin |

### Zmiany nazw drużyn
| Przed początkiem sezonu                | Przed początkiem sezonu                    | Przed początkiem sezonu |
| -------------------------------------- | ------------------------------------------ | ----------------------- |
| Nazwa klubu w sezonie 2023/2024        | Nazwa klubu w sezonie 2024/2025            | *                       |
| Grupa Azoty ZAKSA Kędzierzyn-Koźle     | ZAKSA Kędzierzyn-Koźle                     | [ 5 ]                   |
| MKS Będzin                             | Nowak-Mosty MKS Będzin                     | [ 6 ]                   |
| Projekt Warszawa                       | PGE Projekt Warszawa                       | [ 7 ]                   |
| W trakcie sezonu                       |                                            |                         |
| Stara nazwa klubu                      | Nowa nazwa klubu                           | *                       |
| Jastrzębski Węgiel (do 13 lutego 2025) | JSW Jastrzębski Węgiel (od 13 lutego 2025) | [ 8 ]                   |

## Hale sportowe
| Klub                              | Hala sportowa                    | Miejscowość         | Liczba miejsc |
| --------------------------------- | -------------------------------- | ------------------- | ------------- |
| Aluron CMC Warta Zawiercie        | Hala OSiR II                     | Zawiercie           | 1500          |
| Aluron CMC Warta Zawiercie        | Arena Sosnowiec                  | Sosnowiec           | 3500          |
| Asseco Resovia Rzeszów            | Hala Podpromie                   | Rzeszów             | 4304          |
| Barkom-Każany Lwów                | Arena Jaskółka                   | Tarnów              | 3559          |
| Bogdanka LUK Lublin               | Hala Sportowo-Widowiskowa Globus | Lublin              | 4119          |
| Cuprum Stilon Gorzów              | Arena Gorzów                     | Gorzów Wielkopolski | 5067          |
| GKS Katowice                      | Ośrodek Sportowy Szopienice      | Katowice            | 1534          |
| Indykpol AZS Olsztyn              | Hala Urania                      | Olsztyn             | 4045          |
| JSW Jastrzębski Węgiel            | Hala Widowiskowo-Sportowa        | Jastrzębie-Zdrój    | 3112          |
| Nowak-Mosty MKS Będzin            | Będzin Arena                     | Będzin              | 2500          |
| PGE GiEK Skra Bełchatów           | Hala Energia                     | Bełchatów           | 2700          |
| PGE Projekt Warszawa              | COS Torwar                       | Warszawa            | 4824          |
| PGE Projekt Warszawa              | Arena Ursynów                    | Warszawa            | 1500          |
| PSG Stal Nysa                     | Hala Nysa                        | Nysa                | 2500          |
| Steam Hemarpol Norwid Częstochowa | Hala Sportowa Częstochowa        | Częstochowa         | 7100          |
| Ślepsk Malow Suwałki              | Suwałki Arena                    | Suwałki             | 2165          |
| Trefl Gdańsk                      | Ergo Arena                       | Gdańsk              | 11200         |
| ZAKSA Kędzierzyn-Koźle            | Hala Azoty                       | Kędzierzyn-Koźle    | 3375          |

| Asseco Resovia RzeszówBarkom-Każany · LwówBogdanka LUK LublinCuprum Stilon GorzówIndykpol AZS OlsztynPGE Projekt WarszawaPGE GiEK Skra BełchatówPSG Stal NysaŚlepsk Malow SuwałkiTrefl GdańskZAKSA · Kędzierzyn-Koźlewojewództwo · śląskie · (5 klubów) Lokalizacja głównych obiektów sportowych | GKS KatowiceSteam Hemarpol Norwid CzęstochowaJastrzębski WęgielNowak-Mosty · MKS BędzinAluron CMC Warta Zawiercie Lokalizacja głównych obiektów sportowych drużyn z województwa śląskiego |

## Trenerzy
| Drużyna                           | Trener               | Asystent trenera     | *      |
| --------------------------------- | -------------------- | -------------------- | ------ |
| Aluron CMC Warta Zawiercie        | Michał Winiarski     | Paweł Rusek          | [ 9 ]  |
| Asseco Resovia Rzeszów            | Tuomas Sammelvuo     | Alfredo Martilotti   | [ 10 ] |
| Barkom-Każany Lwów                | Uģis Krastiņš        | Artūrs Tinte         | [ 11 ] |
| Bogdanka LUK Lublin               | Massimo Botti        | Maciej Kołodziejczyk | [ 12 ] |
| Cuprum Stilon Gorzów              | Andrzej Kowal        | Tomasz Kowalski      | [ 13 ] |
| GKS Katowice                      | Emil Siewiorek       | Maciej Barczyński    | [ 14 ] |
| Indykpol AZS Olsztyn              | Daniel Pliński       | Krzysztof Michalski  | [ 16 ] |
| JSW Jastrzębski Węgiel            | Marcelo Méndez       | Henrique Furtado     | [ 17 ] |
| Nowak-Mosty MKS Będzin            | Radosław Kolanek     | Mateusz Musiał       | [ 18 ] |
| PGE GiEK Skra Bełchatów           | Gheorghe Crețu       | Michał Bąkiewicz     | [ 19 ] |
| PGE Projekt Warszawa              | Piotr Graban         | Bartosz Kaczmarek    | [ 20 ] |
| PSG Stal Nysa                     | Francesco Petrella   | Piotr Łuka           | [ 21 ] |
| Steam Hemarpol Norwid Częstochowa | Cézar Douglas Silva  | Leszek Hudziak       | [ 22 ] |
| Ślepsk Malow Suwałki              | Dominik Kwapisiewicz | Mateusz Kuśmierz     | [ 23 ] |
| Trefl Gdańsk                      | Mariusz Sordyl       | Karol Rędzioch       | [ 24 ] |
| ZAKSA Kędzierzyn-Koźle            | Andrea Giani         | Michał Chadała       | [ 25 ] |

### Zmiany trenerów
| Klub                              | Były trener         | Data odejścia           | Powód odejścia                           | Nowy trener           | Data przyjścia          | *             |
| --------------------------------- | ------------------- | ----------------------- | ---------------------------------------- | --------------------- | ----------------------- | ------------- |
| Przed sezonem                     |                     |                         |                                          |                       |                         |               |
| Asseco Resovia Rzeszów            | Giampaolo Medei     | koniec sezonu 2023/2024 | koniec kontraktu                         | Tuomas Sammelvuo      | przed sezonem 2024/2025 | [ 26 ] [ 27 ] |
| Cuprum Stilon Gorzów              | Paweł Rusek         | koniec sezonu 2023/2024 | koniec kontraktu                         | Andrzej Kowal         | przed sezonem 2024/2025 | [ 28 ] [ 29 ] |
| Indykpol AZS Olsztyn              | Javier Weber        | koniec sezonu 2023/2024 | koniec kontraktu                         | Juan Manuel Barrial   | przed sezonem 2024/2025 | [ 30 ] [ 31 ] |
| Nowak-Mosty MKS Będzin            | Wojciech Serafin    | koniec sezonu 2023/2024 | koniec kontraktu                         | Dawid Murek           | przed sezonem 2024/2025 | [ 32 ] [ 33 ] |
| PGE GiEK Skra Bełchatów           | Andrea Gardini      | koniec sezonu 2023/2024 | koniec kontraktu                         | Gheorghe Crețu        | przed sezonem 2024/2025 | [ 34 ] [ 35 ] |
| Steam Hemarpol Norwid Częstochowa | Leszek Hudziak      | koniec sezonu 2023/2024 | koniec kontraktu                         | Cézar Douglas Silva   | przed sezonem 2024/2025 | [ 36 ] [ a ]  |
| Trefl Gdańsk                      | Igor Juričić        | koniec sezonu 2023/2024 | koniec kontraktu                         | Mariusz Sordyl        | przed sezonem 2024/2025 | [ 37 ] [ 38 ] |
| ZAKSA Kędzierzyn-Koźle            | Adam Swaczyna       | koniec sezonu 2023/2024 | koniec kontraktu                         | Andrea Giani          | przed sezonem 2024/2025 | [ 39 ] [ 40 ] |
| W trakcie sezonu                  |                     |                         |                                          |                       |                         |               |
| Indykpol AZS Olsztyn              | Juan Manuel Barrial | 12.10.2024              | rezygnacja                               | Marcin Mierzejewski   | 14.10.2024              | [ 41 ] [ b ]  |
| Indykpol AZS Olsztyn              | Marcin Mierzejewski | 04.02.2025              | problemy zdrowotne                       | Daniel Pliński        | 10.02.2025              | [ 42 ]        |
| GKS Katowice                      | Grzegorz Słaby      | 18.11.2024              | brak oczekiwanych wyników sportowych     | Emil Siewiorek (p.o.) | 18.11.2024              | [ 43 ]        |
| PSG Stal Nysa                     | Daniel Pliński      | 04.12.2024              | rozwiązanie umowy za porozumieniem stron | Francesco Petrella    | 04.12.2024              | [ 44 ]        |
| Nowak-Mosty MKS Będzin            | Dawid Murek         | 06.12.2024              | brak oczekiwanych wyników sportowych     | Radosław Kolanek      | 06.12.2024              | [ 45 ]        |

## Faza zasadnicza

### Tabela wyników
| Gospodarz \ Gość1                 | JAS | ZAW | WAR | RZE | LBN | GDA | NYS | OLS | BEŁ | KED | SUW | LWÓ | KAT | GOR | CZE | BĘD |
| --------------------------------- | --- | --- | --- | --- | --- | --- | --- | --- | --- | --- | --- | --- | --- | --- | --- | --- |
| JSW Jastrzębski Węgiel            | -   | 0:3 | 3:1 | 3:0 | 3:1 | 3:1 | 3:0 | 3:0 | 1:3 | 3:0 | 3:1 | 2:3 | 3:0 | 3:0 | 3:1 | 3:1 |
| Aluron CMC Warta Zawiercie        | 0:3 | -   | 3:1 | 3:1 | 2:3 | 3:0 | 3:0 | 3:1 | 3:0 | 3:1 | 3:0 | 3:0 | 3:1 | 3:0 | 3:0 | 3:2 |
| PGE Projekt Warszawa              | 3:2 | 3:0 | -   | 3:2 | 3:1 | 3:0 | 3:1 | 3:1 | 3:2 | 3:0 | 3:0 | 3:1 | 3:0 | 3:1 | 1:3 | 3:0 |
| Asseco Resovia Rzeszów            | 0:3 | 2:3 | 3:0 | -   | 3:2 | 3:2 | 3:2 | 3:0 | 3:0 | 2:3 | 3:1 | 2:3 | 3:1 | 2:3 | 2:3 | 3:0 |
| Bogdanka LUK Lublin               | 0:3 | 2:3 | 2:3 | 3:1 | -   | 3:2 | 3:0 | 3:0 | 3:0 | 3:0 | 3:1 | 3:1 | 3:1 | 3:1 | 3:1 | 3:1 |
| Trefl Gdańsk                      | 1:3 | 3:2 | 1:3 | 2:3 | 0:3 | -   | 1:3 | 0:3 | 3:0 | 0:3 | 0:3 | 3:0 | 3:2 | 3:0 | 0:3 | 3:1 |
| PSG Stal Nysa                     | 0:3 | 0:3 | 0:3 | 1:3 | 0:3 | 2:3 | -   | 3:2 | 2:3 | 1:3 | 3:2 | 3:1 | 3:1 | 2:3 | 1:3 | 3:1 |
| Indykpol AZS Olsztyn              | 1:3 | 1:3 | 2:3 | 0:3 | 3:0 | 3:0 | 3:0 | -   | 1:3 | 1:3 | 3:1 | 3:1 | 3:1 | 3:0 | 1:3 | 3:0 |
| PGE GiEK Skra Bełchatów           | 1:3 | 3:1 | 1:3 | 0:3 | 2:3 | 3:2 | 3:0 | 3:2 | -   | 2:3 | 3:1 | 3:0 | 3:1 | 3:0 | 1:3 | 3:1 |
| ZAKSA Kędzierzyn-Koźle            | 3:1 | 0:3 | 0:3 | 2:3 | 3:2 | 3:1 | 3:2 | 3:0 | 3:1 | -   | 3:1 | 3:1 | 3:1 | 3:1 | 2:3 | 3:0 |
| Ślepsk Malow Suwałki              | 0:3 | 0:3 | 2:3 | 3:2 | 2:3 | 1:3 | 3:1 | 3:1 | 3:2 | 3:2 | -   | 3:1 | 3:0 | 0:3 | 3:2 | 3:1 |
| Barkom-Każany Lwów                | 1:3 | 1:3 | 1:3 | 1:3 | 1:3 | 3:2 | :   | 1:3 | 2:3 | 1:3 | 2:3 | -   | 0:3 | 3:1 | 3:1 | 3:0 |
| GKS Katowice                      | 1:3 | 1:3 | 1:3 | 0:3 | 0:3 | 1:3 | 0:3 | 1:3 | 0:3 | 0:3 | 1:3 | 3:1 | -   | 3:2 | 3:1 | 0:3 |
| Cuprum Stilon Gorzów              | 1:3 | 0:3 | 0:3 | 1:3 | 0:3 | 3:2 | 3:2 | 1:3 | 1:3 | 1:3 | 3:1 | 3:1 | 3:2 | -   | 3:2 | 3:1 |
| Steam Hemarpol Norwid Częstochowa | 3:2 | 3:2 | 0:3 | 1:3 | 3:1 | 2:3 | 3:0 | 3:2 | 0:3 | 0:3 | 1:3 | 0:3 | 3:1 | 3:1 | -   | 3:0 |
| Nowak-Mosty MKS Będzin            | 1:3 | 0:3 | 0:3 | 1:3 | 0:3 | 2:3 | 3:1 | 3:0 | 0:3 | 0:3 | 2:3 | 1:3 | 2:3 | 0:3 | 0:3 | -   |

Źródło: 
1 Drużyna gospodarzy jest wymieniona po lewej stronie tabeli.
Kolory:
  zwycięstwo gospodarzy 3:0 lub 3:1
  zwycięstwo gospodarzy 3:2
  zwycięstwo gości 3:0 lub 3:1
  zwycięstwo gości 3:2

### Terminarz i wyniki spotkań
| WYNIKI SPOTKAŃ | WYNIKI SPOTKAŃ | WYNIKI SPOTKAŃ                    | WYNIKI SPOTKAŃ                          | WYNIKI SPOTKAŃ                    | WYNIKI SPOTKAŃ   | WYNIKI SPOTKAŃ | WYNIKI SPOTKAŃ         |
| Data | Godz.          | Gospodarz                         | Rezultat                                | Gość                              | Hala sportowa    | Widzów         | MVP                    |
| --- | -------------- | --------------------------------- | --------------------------------------- | --------------------------------- | ---------------- | -------------- | ---------------------- |
| 1. KOLEJKA |                |                                   |                                         |                                   |                  |                |                        |
| 13.09.2024 | 20:30          | Aluron CMC Warta Zawiercie        | 2:3 (29:27, 22:25, 23:25, 25:20, 12:15) | Bogdanka LUK Lublin               | Hala OSiR II     | 1500           | Marcin Komenda         |
| 14.09.2024 | 14:45          | PGE Projekt Warszawa              | 3:0 (25:22, 25:23, 25:19)               | ZAKSA Kędzierzyn-Koźle            | COS Torwar       | 5385           | Bartłomiej Bołądź      |
| 14.09.2024 | 17:30          | Cuprum Stilon Gorzów              | 3:2 (19:25, 25:19, 21:25, 25:22, 15:13) | Trefl Gdańsk                      | Arena Gorzów     | 2000           | Chizoba Neves Atu      |
| 14.09.2024 | 20:30          | Barkom-Każany Lwów                | 1:3 (17:25, 14:25, 25:23, 21:25)        | Jastrzębski Węgiel                | Arena Jaskółka   | 2150           | Tomasz Fornal          |
| 15.09.2024 | 17:30          | Indykpol AZS Olsztyn              | 1:3 (29:27, 21:25, 22:25, 18:25)        | PGE GiEK Skra Bełchatów           | Hala Urania      | 4030           | Amin Esma’ilneżad      |
| 15.09.2024 | 20:30          | GKS Katowice                      | 0:3 (27:29, 19:25, 23:25)               | Nowak-Mosty MKS Będzin            | OS Szopienice    | 562            | Brandon Koppers        |
| 17.09.2024 | 17:30          | Steam Hemarpol Norwid Częstochowa | 1:3 (25:20, 18:25, 23:25, 17:25)        | Ślepsk Malow Suwałki              | Hala Częstochowa | 1857           | Bartosz Filipiak       |
| 30.10.2024 | 17:30          | Asseco Resovia Rzeszów            | 3:2 (23:25, 23:25, 25:22, 27:25, 15:9)  | PSG Stal Nysa                     | Hala Podpromie   | 2500           | Stéphen Boyer          |
| 2. KOLEJKA |                |                                   |                                         |                                   |                  |                |                        |
| 20.09.2024 | 20:30          | Bogdanka LUK Lublin               | 3:2 (23:25, 25:23, 25:19, 23:25, 15:10) | Trefl Gdańsk                      | HSW Globus       | 4045           | Thales Hoss            |
| 21.09.2024 | 14:45          | Jastrzębski Węgiel                | 3:0 (26:24, 25:21, 25:15)               | Asseco Resovia Rzeszów            | HWS              | 2160           | Arkadiusz Żakieta      |
| 21.09.2024 | 20:30          | Aluron CMC Warta Zawiercie        | 3:0 (25:23, 25:23, 25:21)               | Barkom-Każany Lwów                | Hala OSiR II     | 1500           | Karol Butryn           |
| 22.09.2024 | 14:45          | PGE GiEK Skra Bełchatów           | 3:0 (25:18, 25:22, 25:15)               | Cuprum Stilon Gorzów              | Hala Energia     | 1600           | Amin Esma’ilneżad      |
| 22.09.2024 | 17:30          | Ślepsk Malow Suwałki              | 3:1 (15:25, 25:15, 25:19, 25:19)        | Indykpol AZS Olsztyn              | Suwałki Arena    | 1370           | Bartosz Filipiak       |
| 23.09.2024 | 17:30          | Nowak-Mosty MKS Będzin            | 0:3 (18:25, 15:25, 18:25)               | PGE Projekt Warszawa              | Będzin Arena     | 2400           | Jan Firlej             |
| 23.09.2024 | 20:30          | GKS Katowice                      | 0:3 (17:25, 23:25, 17:25)               | PSG Stal Nysa                     | OS Szopienice    | 394            | Kellian Motta Paes     |
| 8.10.2024 | 20:30          | ZAKSA Kędzierzyn-Koźle            | 2:3 (25:23, 18:25, 20:25, 25:23, 9:15)  | Steam Hemarpol Norwid Częstochowa | Hala Azoty       | 1225           | Milad Ebadipur         |
| 3. KOLEJKA |                |                                   |                                         |                                   |                  |                |                        |
| 26.09.2024 | 17:30          | PGE Projekt Warszawa              | 3:1 (25:20, 25:23, 23:25, 25:11)        | PSG Stal Nysa                     | Arena Ursynów    | 1100           | Artur Szalpuk          |
| 27.09.2024 | 17:30          | PGE GiEK Skra Bełchatów           | 3:2 (25:27, 25:22, 18:25, 25:21, 15:13) | Trefl Gdańsk                      | Hala Energia     | 1502           | Amin Esma’ilneżad      |
| 28.09.2024 | 14:45          | Asseco Resovia Rzeszów            | 2:3 (25:21, 19:25, 23:25, 25:23, 12:15) | Aluron CMC Warta Zawiercie        | Hala Podpromie   | 3000           | Miguel Tavares         |
| 28.09.2024 | 17:30          | GKS Katowice                      | 1:3 (25:22, 17:25, 17:25, 18:25)        | Jastrzębski Węgiel                | OS Szopienice    | 1018           | Anton Brehme           |
| 29.09.2024 | 14:45          | Cuprum Stilon Gorzów              | 3:1 (25:20, 25:19, 21:25, 28:26)        | Ślepsk Malow Suwałki              | Arena Gorzów     | 2500           | Chizoba Neves Atu      |
| 29.09.2024 | 17:30          | Steam Hemarpol Norwid Częstochowa | 3:0 (25:20, 25:19, 25:14)               | Nowak-Mosty MKS Będzin            | Hala Częstochowa | 1479           | Bartłomiej Lipiński    |
| 29.09.2024 | 20:30          | Barkom-Każany Lwów                | 1:3 (18:25, 25:18, 23:25, 21:25)        | Bogdanka LUK Lublin               | Arena Jaskółka   | 1705           | Fynnian McCarthy       |
| 30.09.2024 | 17:30          | Indykpol AZS Olsztyn              | 1:3 (17:25, 27:25, 20:25, 21:25)        | ZAKSA Kędzierzyn-Koźle            | Hala Urania      | 4030           | Mateusz Rećko          |
| 4. KOLEJKA |                |                                   |                                         |                                   |                  |                |                        |
| 18.09.2024 | 20:30          | Barkom-Każany Lwów                | 1:3 (25:27, 21:25, 25:17, 20:25)        | Asseco Resovia Rzeszów            | Arena Jaskółka   | 1474           | Klemen Čebulj          |
| 1.10.2024 | 17:30          | Ślepsk Malow Suwałki              | 1:3 (23:25, 25:22, 25:27, 21:25)        | Trefl Gdańsk                      | Suwałki Arena    | 1043           | Piotr Orczyk           |
| 1.10.2024 | 20:30          | Jastrzębski Węgiel                | 3:1 (25:19, 21:25, 25:14, 25:20)        | PGE Projekt Warszawa              | HWS              | 2005           | Jakub Popiwczak        |
| 2.10.2024 | 17:30          | Bogdanka LUK Lublin               | 3:0 (25:23, 25:21, 25:19)               | PGE GiEK Skra Bełchatów           | HSW Globus       | 3711           | Wilfredo León          |
| 2.10.2024 | 20:30          | Aluron CMC Warta Zawiercie        | 3:1 (23:25, 27:25, 26:24, 25:17)        | GKS Katowice                      | Hala OSiR II     | 1450           | Aaron Russell          |
| 9.10.2024 | 20:30          | Nowak-Mosty MKS Będzin            | 3:0 (25:20, 25:22, 25:17)               | Indykpol AZS Olsztyn              | Będzin Arena     | 1600           | Brandon Koppers        |
| 15.10.2024 | 17:30          | ZAKSA Kędzierzyn-Koźle            | 3:1 (25:21, 25:20, 20:25, 25:16)        | Cuprum Stilon Gorzów              | Hala Azoty       | 1738           | Mateusz Poręba         |
| 16.10.2024 | 17:30          | PSG Stal Nysa                     | 1:3 (20:25, 21:25, 25:20, 21:25)        | Steam Hemarpol Norwid Częstochowa | Hala Nysa        | 1284           | Patrik Indra           |
| 5. KOLEJKA |                |                                   |                                         |                                   |                  |                |                        |
| 4.10.2024 | 20:30          | Cuprum Stilon Gorzów              | 3:1 (25:23, 25:19, 18:25, 25:21)        | Nowak-Mosty MKS Będzin            | Arena Gorzów     | 2500           | Mathijs Desmet         |
| 5.10.2024 | 14:45          | Bogdanka LUK Lublin               | 3:1 (25:18, 23:25, 25:18, 27:25)        | Asseco Resovia Rzeszów            | Hala Globus      | 4221           | Bennie Tuinstra        |
| 5.10.2024 | 17:30          | Trefl Gdańsk                      | 0:3 (26:28, 22:25, 23:25)               | ZAKSA Kędzierzyn-Koźle            | Ergo Arena       | 4992           | Igor Grobelny          |
| 5.10.2024 | 20:30          | Steam Hemarpol Norwid Częstochowa | 3:2 (25:22, 23:25, 19:25, 25:21, 15:10) | Jastrzębski Węgiel                | Hala Częstochowa | 3964           | Patrik Indra           |
| 6.10.2024 | 14:45          | PGE GiEK Skra Bełchatów           | 3:1 (28:26, 17:25, 25:19, 26:24)        | Ślepsk Malow Suwałki              | Hala Energia     | 1693           | Pavle Perić            |
| 6.10.2024 | 17:30          | Indykpol AZS Olsztyn              | 3:0 (25:18, 25:17, 26:24)               | PSG Stal Nysa                     | Hala Urania      | 3050           | Jan Hadrava            |
| 7.10.2024 | 17:30          | GKS Katowice                      | 3:1 (25:18, 21:25, 25:15, 25:22)        | Barkom-Każany Lwów                | OS Szopienice    | 350            | Aymen Bouguerra        |
| 7.10.2024 | 20:30          | PGE Projekt Warszawa              | 3:0 (25:15, 25:23, 25:19)               | Aluron CMC Warta Zawiercie        | COS Torwar       | 3180           | Bartłomiej Bołądź      |
| 6. KOLEJKA |                |                                   |                                         |                                   |                  |                |                        |
| 11.10.2024 | 17:30          | Asseco Resovia Rzeszów            | 3:1 (28:30, 25:23, 25:21, 25:23)        | GKS Katowice                      | Hala Podpromie   | 2300           | Bartosz Bednorz        |
| 11.10.2024 | 20:30          | Jastrzębski Węgiel                | 3:0 (25:21, 25:15, 25:19)               | Indykpol AZS Olsztyn              | HWS              | 2295           | Łukasz Kaczmarek       |
| 12.10.2024 | 14:45          | ZAKSA Kędzierzyn-Koźle            | 3:1 (25:20, 25:18, 29:31, 25:22)        | PGE GiEK Skra Bełchatów           | Hala Azoty       | 2150           | Igor Grobelny          |
| 12.10.2024 | 20:30          | Barkom-Każany Lwów                | 1:3 (25:18, 18:25, 20:25, 18:25)        | PGE Projekt Warszawa              | Arena Jaskółka   | 1597           | Linus Weber            |
| 13.10.2024 | 14:45          | Bogdanka LUK Lublin               | 3:1 (25:18, 25:20, 24:26, 25:20)        | Ślepsk Malow Suwałki              | Hala Globus      | 4113           | Kewin Sasak            |
| 13.10.2024 | 17:30          | Aluron CMC Warta Zawiercie        | 3:0 (25:21, 30:28, 25:15)               | Steam Hemarpol Norwid Częstochowa | Hala OSiR II     | 1500           | Miguel Tavares         |
| 13.10.2024 | 20:30          | PSG Stal Nysa                     | 2:3 (25:19, 14:25, 25:22, 23:25, 13:15) | Cuprum Stilon Gorzów              | Hala Nysa        | 1647           | Robert Täht            |
| 14.10.2024 | 20:30          | Nowak-Mosty MKS Będzin            | 2:3 (25:23, 21:25, 25:22, 18:25, 10:15) | Trefl Gdańsk                      | Będzin Arena     | 1700           | Jakub Jarosz           |
| 7. KOLEJKA |                |                                   |                                         |                                   |                  |                |                        |
| 16.10.2024 | 20:30          | PGE Projekt Warszawa              | 3:2 (25:19, 21:25, 22:25, 25:18, 15:9)  | Asseco Resovia Rzeszów            | COS Torwar       | 4020           | Jakub Kochanowski      |
| 18.10.2024 | 17:30          | Ślepsk Malow Suwałki              | 3:2 (25:21, 16:25, 25:22, 20:25, 15:13) | ZAKSA Kędzierzyn-Koźle            | Suwałki Arena    | 1850           | Paweł Halaba           |
| 18.10.2024 | 20:30          | Aluron CMC Warta Zawiercie        | 3:1 (22:25, 25:20, 25:22, 25:22)        | Indykpol AZS Olsztyn              | Hala OSiR II     | 1500           | Luke Perry             |
| 19.10.2024 | 14:45          | Cuprum Stilon Gorzów              | 1:3 (29:27, 21:25, 15:25, 21:25)        | Jastrzębski Węgiel                | Arena Gorzów     | 5191           | Anton Brehme           |
| 19.10.2024 | 17:30          | PGE GiEK Skra Bełchatów           | 3:1 (23:25, 25:19, 25:19, 25:21)        | Nowak-Mosty MKS Będzin            | Hala Energia     | 1164           | Žiga Štern             |
| 19.10.2024 | 20:30          | GKS Katowice                      | 0:3 (23:25, 20:25, 16:25)               | Bogdanka LUK Lublin               | OS Szopienice    | 858            | Wilfredo León          |
| 20.10.2024 | 14:45          | Trefl Gdańsk                      | 1:3 (25:22, 21:25, 16:25, 21:25)        | PSG Stal Nysa                     | Ergo Arena       | 2850           | Michał Gierżot         |
| 20.10.2024 | 20:30          | Steam Hemarpol Norwid Częstochowa | 0:3 (22:25, 29:31, 21:25)               | Barkom-Każany Lwów                | Hala Częstochowa | 1428           | Illa Kowalow           |
| 8. KOLEJKA |                |                                   |                                         |                                   |                  |                |                        |
| 18.09.2024 | 17:30          | PGE Projekt Warszawa              | 3:0 (25:23, 25:21, 25:16)               | GKS Katowice                      | COS Torwar       | 1100           | Jakub Kochanowski      |
| 22.10.2024 | 17:30          | Asseco Resovia Rzeszów            | 2:3 (17:25, 25:23, 25:15, 28:30, 12:15) | Steam Hemarpol Norwid Częstochowa | Hala Podpromie   | 2300           | Patrik Indra           |
| 22.10.2024 | 20:30          | Aluron CMC Warta Zawiercie        | 3:0 (25:18, 25:16, 25:21)               | Cuprum Stilon Gorzów              | Hala OSiR II     | 1460           | Karol Butryn           |
| 23.10.2024 | 17:30          | Jastrzębski Węgiel                | 3:1 (29:27, 28:30, 25:20, 25:13)        | Trefl Gdańsk                      | HWS              | 2731           | Tomasz Fornal          |
| 23.10.2024 | 20:30          | Bogdanka LUK Lublin               | 3:0 (25:16, 25:22, 25:20)               | ZAKSA Kędzierzyn-Koźle            | HSW Globus       | 4221           | Marcin Komenda         |
| 13.11.2024 | 17:30          | PSG Stal Nysa                     | 2:3 (25:18, 18:25, 19:25, 25:23, 12:15) | PGE GiEK Skra Bełchatów           | Hala Nysa        | 1684           | Amin Esma’ilneżad      |
| 26.11.2024 | 17:30          | Barkom-Każany Lwów                | 1:3 (23:25, 23:25, 25:21, 17:25)        | Indykpol AZS Olsztyn              | Arena Jaskółka   | 499            | Szymon Jakubiszak      |
| 27.11.2024 | 17:30          | Nowak-Mosty MKS Będzin            | 2:3 (25:15, 20:25, 22:25, 25:22, 7:15)  | Ślepsk Malow Suwałki              | Będzin Arena     | 1740           | Bartosz Filipiak       |
| 9. KOLEJKA |                |                                   |                                         |                                   |                  |                |                        |
| 25.10.2024 | 20:30          | Ślepsk Malow Suwałki              | 3:1 (18:25, 25:20, 25:21, 25:12)        | PSG Stal Nysa                     | Suwałki Arena    | 1230           | Paweł Halaba           |
| 26.10.2024 | 14:45          | PGE Projekt Warszawa              | 3:1 (21:25, 25:20, 25:15, 25:21)        | Bogdanka LUK Lublin               | Arena Ursynów    | 1777           | Linus Weber            |
| 27.10.2024 | 14:45          | Indykpol AZS Olsztyn              | 0:3 (22:25, 14:25, 18:25)               | Asseco Resovia Rzeszów            | Hala Urania      | 3800           | Bartosz Bednorz        |
| 27.10.2024 | 17:30          | Trefl Gdańsk                      | 3:2 (18:25, 26:24, 24:26, 25:22, 15:12) | Aluron CMC Warta Zawiercie        | Ergo Arena       | 3350           | Jakub Czerwiński       |
| 27.10.2024 | 20:30          | Steam Hemarpol Norwid Częstochowa | 3:1 (25:21, 26:24, 21:25, 25:21)        | GKS Katowice                      | Hala Częstochowa | 1394           | Patrik Indra           |
| 28.10.2024 | 17:30          | PGE GiEK Skra Bełchatów           | 1:3 (19:25, 26:24, 16:25, 21:25)        | Jastrzębski Węgiel                | Hala Energia     | 2000           | Tomasz Fornal          |
| 28.10.2024 | 20:30          | Cuprum Stilon Gorzów              | 3:1 (25:20, 20:25, 26:24, 25:17)        | Barkom-Każany Lwów                | Arena Gorzów     | 2758           | Chizoba Neves Atu      |
| 29.10.2024 | 17:30          | ZAKSA Kędzierzyn-Koźle            | 3:0 (25:18, 25:14, 25:22)               | Nowak-Mosty MKS Będzin            | Hala Azoty       | 1350           | Marcin Janusz          |
| 10. KOLEJKA |                |                                   |                                         |                                   |                  |                |                        |
| 1.11.2024 | 17:30          | Barkom-Każany Lwów                | 3:2 (25:19, 13:25, 25:20, 22:25, 15:10) | Trefl Gdańsk                      | Arena Jaskółka   | 689            | Illa Kowalow           |
| 1.11.2024 | 20:30          | GKS Katowice                      | 1:3 (20:25, 22:25, 26:24, 11:25)        | Indykpol AZS Olsztyn              | OS Szopienice    | 434            | Jan Hadrava            |
| 2.11.2024 | 14:45          | Aluron CMC Warta Zawiercie        | 3:0 (25:17, 25:21, 25:20)               | PGE GiEK Skra Bełchatów           | Hala OSiR II     | 1500           | Mateusz Bieniek        |
| 2.11.2024 | 17:30          | Bogdanka LUK Lublin               | 3:1 (25:19, 21:25, 25:20, 25:23)        | Nowak-Mosty MKS Będzin            | HSW Globus       | 4113           | Fynnian McCarthy       |
| 2.11.2024 | 20:30          | PGE Projekt Warszawa              | 1:3 (20:25, 22:25, 25:19, 21:25)        | Steam Hemarpol Norwid Częstochowa | Arena Ursynów    | 1620           | Patrik Indra           |
| 3.11.2024 | 14:45          | PSG Stal Nysa                     | 1:3 (25:23, 23:25, 23:25, 21:25)        | ZAKSA Kędzierzyn-Koźle            | Hala Nysa        | 2500           | Marcin Janusz          |
| 3.11.2024 | 17:30          | Asseco Resovia Rzeszów            | 2:3 (35:33, 18:25, 31:29, 17:25, 13:15) | Cuprum Stilon Gorzów              | Hala Podpromie   | 2500           | Kamil Kwasowski        |
| 4.11.2024 | 17:30          | Jastrzębski Węgiel                | 3:1 (23:25, 25:16, 25:23, 25:19)        | Ślepsk Malow Suwałki              | HWS              | 2574           | Benjamin Toniutti      |
| 11. KOLEJKA |                |                                   |                                         |                                   |                  |                |                        |
| 7.11.2024 | 20:30          | Nowak-Mosty MKS Będzin            | 3:1 (25:17, 23:25, 25:22, 25:22)        | PSG Stal Nysa                     | Będzin Arena     | 1700           | Brandon Koppers        |
| 8.11.2024 | 17:30          | Steam Hemarpol Norwid Częstochowa | 3:1 (25:20, 24:26, 25:16, 25:22)        | Bogdanka LUK Lublin               | Hala Częstochowa | 3998           | Quinn Isaacson         |
| 8.11.2024 | 20:30          | Indykpol AZS Olsztyn              | 2:3 (26:24, 22:25, 28:26, 23:25, 14:16) | PGE Projekt Warszawa              | Hala Urania      | 3780           | Bartłomiej Bołądź      |
| 9.11.2024 | 14:45          | ZAKSA Kędzierzyn-Koźle            | 3:1 (22:25, 25:22, 25:23, 25:16)        | Jastrzębski Węgiel                | Hala Azoty       | 2650           | Rafał Szymura          |
| 9.11.2024 | 17:30          | Ślepsk Malow Suwałki              | 0:3 (11:25, 18:25, 21:25)               | Aluron CMC Warta Zawiercie        | Suwałki Arena    | 1810           | Bartosz Kwolek         |
| 9.11.2024 | 20:30          | PGE GiEK Skra Bełchatów           | 3:0 (25:15, 25:23, 26:24)               | Barkom-Każany Lwów                | Hala Energia     | 793            | Pavle Perić            |
| 10.11.2024 | 14:45          | Trefl Gdańsk                      | 2:3 (21:25, 14:25, 25:18, 25:20, 13:15) | Asseco Resovia Rzeszów            | Ergo Arena       | 4900           | Stéphen Boyer          |
| 11.11.2024 | 20:30          | Cuprum Stilon Gorzów              | 3:2 (20:25, 25:22, 25:21, 21:25, 15:13) | GKS Katowice                      | Arena Gorzów     | 2705           | Maksymilian Granieczny |
| 12. KOLEJKA |                |                                   |                                         |                                   |                  |                |                        |
| 14.11.2024 | 17:30          | Barkom-Każany Lwów                | 2:3 (20:25, 22:25, 25:23, 25:16, 8:15)  | Ślepsk Malow Suwałki              | Arena Jaskółka   | 398            | Marcin Krawiecki       |
| 15.11.2024 | 17:30          | Steam Hemarpol Norwid Częstochowa | 3:2 (22:25, 25:19, 26:28, 25:17, 16:14) | Indykpol AZS Olsztyn              | Hala Częstochowa | 1856           | Tomasz Kowalski        |
| 15.11.2024 | 20:30          | GKS Katowice                      | 1:3 (24:26, 21:25, 25:21, 20:25)        | Trefl Gdańsk                      | OS Szopienice    | 418            | Piotr Orczyk           |
| 16.11.2024 | 14:45          | Aluron CMC Warta Zawiercie        | 3:1 (25:20, 25:22, 20:25, 25:22)        | ZAKSA Kędzierzyn-Koźle            | Hala OSiR II     | 1500           | Bartosz Kwolek         |
| 16.11.2024 | 17:30          | Bogdanka LUK Lublin               | 3:0 (25:21, 26:24, 25:22)               | PSG Stal Nysa                     | HSW Globus       | 4200           | Kewin Sasak            |
| 16.11.2024 | 20:30          | Jastrzębski Węgiel                | 3:1 (21:25, 25:14, 25:17, 25:18)        | Nowak-Mosty MKS Będzin            | HWS              | 2627           | Benjamin Toniutti      |
| 17.11.2024 | 14:45          | Asseco Resovia Rzeszów            | 3:0 (25:23, 25:20, 25:16)               | PGE GiEK Skra Bełchatów           | Hala Podpromie   | 3550           | Klemen Čebulj          |
| 17.11.2024 | 17:30          | Cuprum Stilon Gorzów              | 0:3 (22:25, 20:25, 16:25)               | PGE Projekt Warszawa              | Arena Gorzów     | 4928           | Andrzej Wrona          |
| 13. KOLEJKA |                |                                   |                                         |                                   |                  |                |                        |
| 22.11.2024 | 20:30          | Indykpol AZS Olsztyn              | 3:0 (25:19, 25:21, 30:28)               | Bogdanka LUK Lublin               | Hala Urania      | 4030           | Paweł Cieślik          |
| 23.11.2024 | 14:45          | ZAKSA Kędzierzyn-Koźle            | 3:1 (25:18, 24:26, 25:14, 25:17)        | Barkom-Każany Lwów                | Hala Azoty       | 1750           | Igor Grobelny          |
| 23.11.2024 | 17:30          | PGE GiEK Skra Bełchatów           | 3:1 (25:20, 26:24, 22:25, 25:22)        | GKS Katowice                      | Hala Energia     | 1432           | Grzegorz Łomacz        |
| 24.11.2024 | 14:45          | Ślepsk Malow Suwałki              | 3:2 (21:25, 25:13, 19:25, 25:18, 16:14) | Asseco Resovia Rzeszów            | Suwałki Arena    | 1910           | Henrique Honorato      |
| 24.11.2024 | 17:30          | Nowak-Mosty MKS Będzin            | 0:3 (21:25, 23:25, 19:25)               | Aluron CMC Warta Zawiercie        | Będzin Arena     | 2500           | Karol Butryn           |
| 24.11.2024 | 20:30          | PSG Stal Nysa                     | 0:3 (23:25, 22:25, 22:25)               | Jastrzębski Węgiel                | Hala Nysa        | 2394           | Timothée Carle         |
| 25.11.2024 | 17:30          | Trefl Gdańsk                      | 1:3 (25:23, 18:25, 20:25, 21:25)        | PGE Projekt Warszawa              | Ergo Arena       | 3200           | Andrzej Wrona          |
| 25.11.2024 | 20:30          | Cuprum Stilon Gorzów              | 3:2 (21:25, 27:25, 25:16, 23:25, 15:10) | Steam Hemarpol Norwid Częstochowa | Arena Gorzów     | 2437           | Robert Täht            |
| 14. KOLEJKA |                |                                   |                                         |                                   |                  |                |                        |
| 28.11.2024 | 20:30          | PGE Projekt Warszawa              | 3:2 (25:17, 19:25, 23:25, 28:26, 17:15) | PGE GiEK Skra Bełchatów           | Arena Ursynów    | 1777           | Kévin Tillie           |
| 29.11.2024 | 17:30          | GKS Katowice                      | 1:3 (18:25, 21:25, 25:22, 19:25)        | Ślepsk Malow Suwałki              | OS Szopienice    | 355            | Bartosz Filipiak       |
| 29.11.2024 | 20:30          | Aluron CMC Warta Zawiercie        | 3:0 (25:19, 25:22, 27:25)               | PSG Stal Nysa                     | Hala OSiR II     | 1500           | Kyle Ensing            |
| 30.11.2024 | 14:45          | Asseco Resovia Rzeszów            | 2:3 (11:25, 28:26, 20:25, 31:29, 18:20) | ZAKSA Kędzierzyn-Koźle            | Hala Podpromie   | 4300           | Marcin Janusz          |
| 30.11.2024 | 17:30          | Bogdanka LUK Lublin               | 0:3 (30:32, 23:25, 16:25)               | Jastrzębski Węgiel                | HSW Globus       | 4221           | Timothée Carle         |
| 1.12.2024 | 14:45          | Barkom-Każany Lwów                | 3:0 (25:21, 25:18, 25:14)               | Nowak-Mosty MKS Będzin            | Arena Jaskółka   | 530            | Märt Tammearu          |
| 1.12.2024 | 17:30          | Indykpol AZS Olsztyn              | 3:0 (25:22, 25:21, 25:21)               | Cuprum Stilon Gorzów              | Hala Urania      | 3825           | Nicolas Szerszeń       |
| 2.12.2024 | 20:30          | Steam Hemarpol Norwid Częstochowa | 2:3 (23:25, 27:25, 24:26, 25:19, 13:15) | Trefl Gdańsk                      | Hala Częstochowa | 1525           | Piotr Orczyk           |
| 15. KOLEJKA |                |                                   |                                         |                                   |                  |                |                        |
| 6.12.2024 | 20:30          | Cuprum Stilon Gorzów              | 0:3 (21:25, 21:25, 24:26)               | Bogdanka LUK Lublin               | Arena Gorzów     | 5097           | Wilfredo León          |
| 7.12.2024 | 14:45          | Ślepsk Malow Suwałki              | 2:3 (25:21, 21:25, 17:25, 25:21, 16:18) | PGE Projekt Warszawa              | Suwałki Arena    | 1950           | Artur Szalpuk          |
| 7.12.2024 | 17:30          | PSG Stal Nysa                     | 3:1 (25:22, 19:25, 25:20, 25:18)        | Barkom-Każany Lwów                | Hala Nysa        | 1908           | Kellian Motta Paes     |
| 7.12.2024 | 20:30          | ZAKSA Kędzierzyn-Koźle            | 3:1 (25:20, 20:25, 25:22, 25:17)        | GKS Katowice                      | Hala Azoty       | 1650           | Igor Grobelny          |
| 8.12.2024 | 14:45          | Aluron CMC Warta Zawiercie        | 0:3 (22:25, 25:27, 22:25)               | Jastrzębski Węgiel                | Hala OSiR II     | 1500           | Tomasz Fornal          |
| 8.12.2024 | 17:30          | Indykpol AZS Olsztyn              | 3:0 (28:26, 25:17, 25:19)               | Trefl Gdańsk                      | Hala Urania      | 4030           | Moritz Karlitzek       |
| 8.12.2024 | 20:30          | PGE GiEK Skra Bełchatów           | 1:3 (24:26, 20:25, 25:21, 21:25)        | Steam Hemarpol Norwid Częstochowa | Hala Energia     | 1118           | Patrik Indra           |
| 9.12.2024 | 20:30          | Nowak-Mosty MKS Będzin            | 1:3 (26:28, 25:22, 19:25, 22:25)        | Asseco Resovia Rzeszów            | Będzin Arena     | 1650           | Jakub Bucki            |
| RUNDA REWANŻOWA |                |                                   |                                         |                                   |                  |                |                        |
| 16. KOLEJKA |                |                                   |                                         |                                   |                  |                |                        |
| 12.12.2024 | 17:30          | ZAKSA Kędzierzyn-Koźle            | 0:3 (20:25, 19:25, 21:25)               | PGE Projekt Warszawa              | Hala Azoty       | 1650           | Artur Szalpuk          |
| 13.12.2024 | 20:30          | Nowak-Mosty MKS Będzin            | 2:3 (25:18, 25:22, 19:25, 19:25, 12:15) | GKS Katowice                      | Będzin Arena     | 1730           | Aymen Bouguerra        |
| 14.12.2024 | 14:45          | Bogdanka LUK Lublin               | 2:3 (18:25, 25:18, 19:25, 25:21, 12:15) | Aluron CMC Warta Zawiercie        | HSW Globus       | 4221           | Aaron Russell          |
| 14.12.2024 | 17:30          | PGE GiEK Skra Bełchatów           | 3:2 (25:17, 15:25, 19:25, 30:28, 17:15) | Indykpol AZS Olsztyn              | Hala Energia     | 1116           | Miran Kujundžić        |
| 14.12.2024 | 20:40          | Jastrzębski Węgiel                | 2:3 (20:25, 25:27, 25:21, 25:13, 13:15) | Barkom-Każany Lwów                | HWS              | 2469           | Wasyl Tupczij          |
| 15.12.2024 | 14:45          | PSG Stal Nysa                     | 1:3 (23:25, 23:25, 30:28, 19:25)        | Asseco Resovia Rzeszów            | Hala Nysa        | 2018           | Jakub Bucki            |
| 15.12.2024 | 17:30          | Ślepsk Malow Suwałki              | 3:2 (26:24, 24:26, 20:25, 25:21, 18:16) | Steam Hemarpol Norwid Częstochowa | Suwałki Arena    | 1590           | Bartosz Filipiak       |
| 16.12.2024 | 20:30          | Trefl Gdańsk                      | 3:0 (25:23, 33:31, 27:25)               | Cuprum Stilon Gorzów              | Ergo Arena       | 1630           | Voitto Köykkä          |
| 17. KOLEJKA |                |                                   |                                         |                                   |                  |                |                        |
| 19.12.2024 | 17:30          | Cuprum Stilon Gorzów              | 1:3 (25:19, 20:25, 20:25, 23:25)        | PGE GiEK Skra Bełchatów           | Arena Gorzów     | 3382           | Michał Szalacha        |
| 20.12.2024 | 20:30          | Steam Hemarpol Norwid Częstochowa | 0:3 (22:25, 23:25, 26:28)               | ZAKSA Kędzierzyn-Koźle            | Hala Częstochowa | 3500           | Karol Urbanowicz       |
| 21.12.2024 | 14:45          | Asseco Resovia Rzeszów            | 0:3 (21:25, 22:25, 23:25)               | Jastrzębski Węgiel                | Hala Podpromie   | 4300           | Benjamin Toniutti      |
| 21.12.2024 | 17:30          | Indykpol AZS Olsztyn              | 3:1 (22:25, 25:16, 25:18, 31:29)        | Ślepsk Malow Suwałki              | Hala Urania      | 4030           | Nicolas Szerszeń       |
| 21.12.2024 | 20:30          | Barkom-Każany Lwów                | 1:3 (26:28, 24:26, 25:23, 19:25)        | Aluron CMC Warta Zawiercie        | Arena Jaskółka   | 1521           | Mateusz Bieniek        |
| 22.12.2024 | 14:45          | Trefl Gdańsk                      | 0:3 (15:25, 16:25, 22:25)               | Bogdanka LUK Lublin               | Ergo Arena       | 5200           | Wilfredo León          |
| 22.12.2024 | 17:30          | PGE Projekt Warszawa              | 3:0 (25:21, 25:19, 26:24)               | Nowak-Mosty MKS Będzin            | Arena Ursynów    | 1560           | Damian Wojtaszek       |
| 22.12.2024 | 20:30          | PSG Stal Nysa                     | 3:1 (25:16, 20:25, 25:15, 25:19)        | GKS Katowice                      | Hala Nysa        | 2009           | Michał Gierżot         |
| 18. KOLEJKA |                |                                   |                                         |                                   |                  |                |                        |
| 28.12.2024 | 14:45          | Bogdanka LUK Lublin               | 3:1 (26:24, 22:25, 25:16, 25:15)        | Barkom-Każany Lwów                | HSW Globus       | 4221           | Wilfredo León          |
| 28.12.2024 | 17:30          | Nowak-Mosty MKS Będzin            | 0:3 (15:25, 16:25, 12:25)               | Steam Hemarpol Norwid Częstochowa | Będzin Arena     | 2050           | Milad Ebadipur         |
| 29.12.2024 | 14:45          | PSG Stal Nysa                     | 0:3 (27:29, 22:25, 23:25)               | PGE Projekt Warszawa              | Hala Nysa        | 2500           | Jakub Kochanowski      |
| 29.12.2024 | 17:30          | Ślepsk Malow Suwałki              | 0:3 (21:25, 24:26, 22:25)               | Cuprum Stilon Gorzów              | Suwałki Arena    | 1999           | Chizoba Neves Atu      |
| 29.12.2024 | 20:30          | Trefl Gdańsk                      | 3:0 (29:27, 25:23, 25:21)               | PGE GiEK Skra Bełchatów           | Ergo Arena       | 3500           | Alaksiej Nasiewicz     |
| 30.12.2024 | 17:30          | Aluron CMC Warta Zawiercie        | 3:1 (22:25, 25:19, 26:24, 25:21)        | Asseco Resovia Rzeszów            | Hala OSiR II     | 1500           | Bartosz Kwolek         |
| 30.12.2024 | 20:30          | Jastrzębski Węgiel                | 3:0 (25:23, 28:26, 25:16)               | GKS Katowice                      | HWS              | 2945           | Timothée Carle         |
| 27.02.2024 | 20:30          | ZAKSA Kędzierzyn-Koźle            | 3:0 (25:16, 26:24, 25:15)               | Indykpol AZS Olsztyn              | Hala Azoty       | 1230           | Bartosz Kurek          |
| 19. KOLEJKA |                |                                   |                                         |                                   |                  |                |                        |
| 3.01.2025 | 20:30          | Steam Hemarpol Norwid Częstochowa | 3:0 (25:21, 25:17, 25:19)               | PSG Stal Nysa                     | Hala Częstochowa | 1933           | Łukasz Żygadło         |
| 4.01.2025 | 12:30          | GKS Katowice                      | 1:3 (25:21, 20:25, 21:25, 14:25)        | Aluron CMC Warta Zawiercie        | OS Szopienice    | 989            | Aaron Russell          |
| 4.01.2025 | 14:45          | PGE GiEK Skra Bełchatów           | 2:3 (25:23, 25:18, 20:25, 12:25, 13:15) | Bogdanka LUK Lublin               | Hala Energia     | 2000           | Wilfredo León          |
| 4.01.2025 | 17:30          | Indykpol AZS Olsztyn              | 3:0 (31:29, 25:17, 25:23)               | Nowak-Mosty MKS Będzin            | Hala Urania      | 4030           | Nicolas Szerszeń       |
| 5.01.2025 | 14:45          | Trefl Gdańsk                      | 0:3 (21:25, 21:25, 23:25)               | Ślepsk Malow Suwałki              | Ergo Arena       | 3490           | Bartosz Filipiak       |
| 5.01.2025 | 17:30          | Cuprum Stilon Gorzów              | 1:3 (19:25, 20:25, 25:21, 25:27)        | ZAKSA Kędzierzyn-Koźle            | Arena Gorzów     | 5191           | Bartosz Kurek          |
| 6.01.2025 | 17:30          | PGE Projekt Warszawa              | 3:2 (21:25, 20:25, 25:20, 25:19, 15:10) | Jastrzębski Węgiel                | COS Torwar       | 5430           | Bartłomiej Bołądź      |
| 6.01.2025 | 20:30          | Asseco Resovia Rzeszów            | 2:3 (23:25, 17:25, 25:20, 25:21, 14:16) | Barkom-Każany Lwów                | Hala Podpromie   | 1400           | Illa Kowalow           |
| 20. KOLEJKA |                |                                   |                                         |                                   |                  |                |                        |
| 9.01.2025 | 17:30          | Barkom-Każany Lwów                | 0:3 (20:25, 24:26, 21:25)               | GKS Katowice                      | Arena Jaskółka   | 484            | Bartosz Mariański      |
| 10.01.2025 | 20:30          | Nowak-Mosty MKS Będzin            | 0:3 (23:25, 22:25, 30:32)               | Cuprum Stilon Gorzów              | Będzin Arena     | 1035           | Chizoba Neves Atu      |
| 11.01.2025 | 14:45          | Aluron CMC Warta Zawiercie        | 3:1 (25:17, 25:20, 19:25, 25:21)        | PGE Projekt Warszawa              | Hala OSiR II     | 1500           | Aaron Russell          |
| 11.01.2025 | 17:30          | Asseco Resovia Rzeszów            | 3:2 (21:25, 25:22, 23:25, 25:15, 15:13) | Bogdanka LUK Lublin               | Hala Podpromie   | 4300           | Bartosz Bednorz        |
| 12.01.2025 | 14:45          | Jastrzębski Węgiel                | 3:1 (25:23, 21:25, 25:17, 25:23)        | Steam Hemarpol Norwid Częstochowa | HWS              | 3112           | Tomasz Fornal          |
| 12.01.2025 | 17:30          | PSG Stal Nysa                     | 3:2 (21:25, 20:25, 25:19, 25:22, 15:12) | Indykpol AZS Olsztyn              | Hala Nysa        | 2148           | Remigiusz Kapica       |
| 12.01.2025 | 20:30          | Ślepsk Malow Suwałki              | 3:2 (23:25, 25:19, 16:25, 25:18, 15:11) | PGE GiEK Skra Bełchatów           | Suwałki Arena    | 1315           | Joaquín Gallego        |
| 13.01.2025 | 17:30          | ZAKSA Kędzierzyn-Koźle            | 3:1 (25:16, 23:25, 25:22, 25:16)        | Trefl Gdańsk                      | Hala Azoty       | 1350           | Bartosz Kurek          |
| 21. KOLEJKA |                |                                   |                                         |                                   |                  |                |                        |
| 17.01.2025 | 20:30          | Cuprum Stilon Gorzów              | 3:2 (25:17, 22:25, 30:28, 19:25, 16:14) | PSG Stal Nysa                     | Arena Gorzów     | 3156           | Chizoba Neves Atu      |
| 18.01.2025 | 14:45          | Steam Hemarpol Norwid Częstochowa | 3:2 (30:28, 23:25, 22:25, 25:20, 15:12) | Aluron CMC Warta Zawiercie        | Hala Częstochowa | 4000           | Milad Ebadipur         |
| 18.01.2025 | 17:30          | GKS Katowice                      | 0:3 (18:25, 18:25, 17:25)               | Asseco Resovia Rzeszów            | OS Szopienice    | 909            | Lukáš Vašina           |
| 18.01.2025 | 20:30          | Trefl Gdańsk                      | 3:1 (27:29, 25:21, 25:18, 25:15)        | Nowak-Mosty MKS Będzin            | Ergo Arena       | 2100           | Alaksiej Nasiewicz     |
| 19.01.2025 | 14:45          | PGE GiEK Skra Bełchatów           | 2:3 (25:21, 22:25, 27:25, 15:25, 12:15) | ZAKSA Kędzierzyn-Koźle            | Hala Energia     | 2000           | Bartosz Kurek          |
| 19.01.2025 | 17:30          | Ślepsk Malow Suwałki              | 2:3 (25:23, 25:21, 18:25, 23:25, 17:19) | Bogdanka LUK Lublin               | Suwałki Arena    | 2050           | Kewin Sasak            |
| 21.01.2025 | 17:30          | Indykpol AZS Olsztyn              | 1:3 (20:25, 25:19, 23:25, 23:25)        | Jastrzębski Węgiel                | Hala Urania      | 4030           | Jakub Popiwczak        |
| 21.01.2025 | 20:30          | PGE Projekt Warszawa              | 3:1 (25:22, 27:29, 25:16, 25:16)        | Barkom-Każany Lwów                | Arena Ursynów    | 1100           | Artur Szalpuk          |
| 22. KOLEJKA |                |                                   |                                         |                                   |                  |                |                        |
| 23.01.2025 | 17:30          | Nowak-Mosty MKS Będzin            | 0:3 (17:25, 20:25, 21:25)               | PGE GiEK Skra Bełchatów           | Będzin Arena     | 1200           | Amin Esma’ilneżad      |
| 24.01.2025 | 17:30          | PSG Stal Nysa                     | 2:3 (25:21, 25:17, 22:25, 26:28, 8:15)  | Trefl Gdańsk                      | Hala Nysa        | 1847           | Alaksiej Nasiewicz     |
| 24.01.2025 | 20:30          | Indykpol AZS Olsztyn              | 1:3 (19:25, 18:25, 25:20, 21:25)        | Aluron CMC Warta Zawiercie        | Hala Urania      | 4030           | Luke Perry             |
| 25.01.2025 | 14:45          | Asseco Resovia Rzeszów            | 3:0 (25:23, 26:24, 25:21)               | PGE Projekt Warszawa              | Hala Podpromie   | 4300           | Michał Potera          |
| 25.01.2025 | 17:30          | Jastrzębski Węgiel                | 3:0 (25:21, 25:17, 25:18)               | Cuprum Stilon Gorzów              | HWS              | 3003           | Timothée Carle         |
| 25.01.2025 | 20:30          | Bogdanka LUK Lublin               | 3:1 (27:25, 25:15, 22:25, 25:22)        | GKS Katowice                      | HSW Globus       | 4221           | Mikołaj Sawicki        |
| 26.01.2025 | 14:45          | ZAKSA Kędzierzyn-Koźle            | 3:1 (22:25, 25:15, 25:23, 25:16)        | Ślepsk Malow Suwałki              | Hala Azoty       | 1860           | Bartosz Kurek          |
| 27.01.2025 | 17:30          | Barkom-Każany Lwów                | 3:1 (23:25, 25:20, 25:23, 25:21)        | Steam Hemarpol Norwid Częstochowa | Arena Jaskółka   | 632            | Wasyl Tupczij          |
| 23. KOLEJKA |                |                                   |                                         |                                   |                  |                |                        |
| 31.01.2025 | 20:30          | PGE GiEK Skra Bełchatów           | 3:0 (25:20, 27:25, 25:22)               | PSG Stal Nysa                     | Hala Energia     | 1092           | Miran Kujundžić        |
| 1.02.2025 | 14:45          | ZAKSA Kędzierzyn-Koźle            | 3:2 (25:20, 25:14, 23:25, 22:25, 15:11) | Bogdanka LUK Lublin               | Hala Azoty       | 2730           | Rafał Szymura          |
| 1.02.2025 | 17:30          | GKS Katowice                      | 1:3 (21:25, 25:22, 22:25, 15:25)        | PGE Projekt Warszawa              | OS Szopienice    | 731            | Tobias Brand           |
| 1.02.2025 | 20:30          | Indykpol AZS Olsztyn              | 3:1 (25:16, 25:22, 19:25, 25:21)        | Barkom-Każany Lwów                | Hala Urania      | 3495           | Jan Hadrava            |
| 2.02.2025 | 14:45          | Steam Hemarpol Norwid Częstochowa | 1:3 (21:25, 25:20, 25:27, 23:25)        | Asseco Resovia Rzeszów            | Hala Częstochowa | 3500           | Stéphen Boyer          |
| 2.02.2025 | 17:30          | Trefl Gdańsk                      | 1:3 (19:25, 25:21, 20:25, 23:25)        | Jastrzębski Węgiel                | Ergo Arena       | 9100           | Tomasz Fornal          |
| 2.02.2025 | 20:30          | Cuprum Stilon Gorzów              | 0:3 (23:25, 21:25, 22:25)               | Aluron CMC Warta Zawiercie        | Arena Gorzów     | 3728           | Aaron Russell          |
| 3.02.2025 | 17:30          | Ślepsk Malow Suwałki              | 3:1 (25:19, 25:23, 26:28, 25:17)        | Nowak-Mosty MKS Będzin            | Suwałki Arena    | 1450           | Paweł Halaba           |
| 24. KOLEJKA |                |                                   |                                         |                                   |                  |                |                        |
| 6.02.2025 | 17:30          | Barkom-Każany Lwów                | 3:1 (20:25, 26:24, 28:26, 25:21)        | Cuprum Stilon Gorzów              | Arena Jaskółka   | 502            | Illa Kowalow           |
| 7.02.2025 | 20:30          | Bogdanka LUK Lublin               | 2:3 (25:19, 25:11, 23:25, 20:25, 15:17) | PGE Projekt Warszawa              | HSW Globus       | 4221           | Damian Wojtaszek       |
| 8.02.2025 | 14:45          | Aluron CMC Warta Zawiercie        | 3:0 (25:16, 25:19, 25:20)               | Trefl Gdańsk                      | Hala OSiR II     | 1500           | Miguel Tavares         |
| 8.02.2025 | 17:30          | Asseco Resovia Rzeszów            | 3:0 (25:15, 25:22, 26:24)               | Indykpol AZS Olsztyn              | Hala Podpromie   | 3350           | Stéphen Boyer          |
| 8.02.2025 | 20:30          | GKS Katowice                      | 3:1 (25:22, 25:19, 22:25, 25:16)        | Steam Hemarpol Norwid Częstochowa | OS Szopienice    | 488            | Aymen Bouguerra        |
| 9.02.2025 | 14:45          | Jastrzębski Węgiel                | 1:3 (25:23, 21:25, 26:28, 22:25)        | PGE GiEK Skra Bełchatów           | HWS              | 3087           | Miran Kujundžić        |
| 9.02.2025 | 17:30          | PSG Stal Nysa                     | 3:2 (24:26, 25:21, 21:25, 25:21, 17:15) | Ślepsk Malow Suwałki              | Hala Nysa        | 2008           | Patryk Szczurek        |
| 10.02.2025 | 20:30          | Nowak-Mosty MKS Będzin            | 0:3 (19:25, 18:25, 23:25)               | ZAKSA Kędzierzyn-Koźle            | Będzin Arena     | 2050           | Bartosz Kurek          |
| 25. KOLEJKA |                |                                   |                                         |                                   |                  |                |                        |
| 13.02.2025 | 17:30          | ZAKSA Kędzierzyn-Koźle            | 3:2 (24:26, 25:16, 25:17, 23:25, 15:12) | PSG Stal Nysa                     | Hala Azoty       | 2172           | Marcin Janusz          |
| 14.02.2025 | 17:30          | PGE GiEK Skra Bełchatów           | 3:1 (25:22, 17:25, 25:22, 25:19)        | Aluron CMC Warta Zawiercie        | Hala Energia     | 1890           | Pavle Perić            |
| 14.02.2025 | 20:30          | Steam Hemarpol Norwid Częstochowa | 0:3 (23:25, 22:25, 17:25)               | PGE Projekt Warszawa              | Hala Częstochowa | 2500           | Bartłomiej Bołądź      |
| 15.02.2025 | 12:30          | Ślepsk Malow Suwałki              | 0:3 (21:25, 18:25, 16:25)               | JSW Jastrzębski Węgiel            | Suwałki Arena    | 2099           | Anton Brehme           |
| 15.02.2025 | 20:30          | Indykpol AZS Olsztyn              | 3:1 (25:20, 25:18, 21:25, 25:22)        | GKS Katowice                      | Hala Urania      | 4030           | Eemi Tervaportti       |
| 16.02.2025 | 18:00          | Nowak-Mosty MKS Będzin            | 0:3 (17:25, 13:25, 20:25)               | Bogdanka LUK Lublin               | Będzin Arena     | 2200           | Fynnian McCarthy       |
| 16.02.2025 | 20:30          | Cuprum Stilon Gorzów              | 1:3 (26:28, 23:25, 24:26, 16:25)        | Asseco Resovia Rzeszów            | Arena Gorzów     | 3712           | Klemen Čebulj          |
| 17.02.2025 | 17:30          | Trefl Gdańsk                      | 3:0 (25:19, 25:22, 25:16)               | Barkom-Każany Lwów                | Ergo Arena       | 1825           | Piotr Orczyk           |
| 26. KOLEJKA |                |                                   |                                         |                                   |                  |                |                        |
| 21.02.2025 | 17:30          | Asseco Resovia Rzeszów            | 3:2 (22:25, 25:19, 25:17, 21:25, 21:19) | Trefl Gdańsk                      | Hala Podpromie   | 3150           | Stéphen Boyer          |
| 22.02.2025 | 14:45          | Aluron CMC Warta Zawiercie        | 3:0 (25:17, 25:15, 25:19)               | Ślepsk Malow Suwałki              | Hala OSiR II     | 1500           | Luke Perry             |
| 22.02.2025 | 17:30          | PSG Stal Nysa                     | 3:1 (25:17, 25:10, 22:25, 25:23)        | Nowak-Mosty MKS Będzin            | Hala Nysa        | 2222           | Michał Gierżot         |
| 22.02.2025 | 20:30          | GKS Katowice                      | 3:2 (25:21, 30:32, 18:25, 25:23, 16:14) | Cuprum Stilon Gorzów              | OS Szopienice    | 385            | Bartosz Gomułka        |
| 23.02.2025 | 14:45          | JSW Jastrzębski Węgiel            | 3:0 (25:21, 25:22, 25:19)               | ZAKSA Kędzierzyn-Koźle            | HWS              | 3112           | Juan Ignacio Finoli    |
| 23.02.2025 | 17:30          | PGE Projekt Warszawa              | 3:1 (25:23, 22:25, 25:13, 25:19)        | Indykpol AZS Olsztyn              | COS Torwar       | 3750           | Bartłomiej Bołądź      |
| 23.02.2025 | 20:30          | Bogdanka LUK Lublin               | 3:1 (25:19, 17:25, 25:21, 25:20)        | Steam Hemarpol Norwid Częstochowa | HSW Globus       | 3942           | Mikołaj Sawicki        |
| 24.02.2025 | 17:30          | Barkom-Każany Lwów                | 2:3 (25:23, 21:25, 25:23, 23:25, 11:15) | PGE GiEK Skra Bełchatów           | Arena Jaskółka   | 1352           | Bartłomiej Lemański    |
| 27. KOLEJKA |                |                                   |                                         |                                   |                  |                |                        |
| 28.02.2025 | 17:30          | PGE Projekt Warszawa              | 3:1 (25:15, 17:25, 25:21, 25:17)        | Cuprum Stilon Gorzów              | Arena Ursynów    | 1560           | Tobias Brand           |
| 28.02.2025 | 20:30          | Ślepsk Malow Suwałki              | 3:1 (26:24, 17:25, 30:28, 25:23)        | Barkom-Każany Lwów                | Suwałki Arena    | 1410           | Bartosz Filipiak       |
| 1.03.2025 | 12:30          | Nowak-Mosty MKS Będzin            | 1:3 (25:21, 20:25, 14:25, 22:25)        | JSW Jastrzębski Węgiel            | Będzin Arena     | 2500           | Łukasz Kaczmarek       |
| 1.03.2025 | 14:45          | PGE GiEK Skra Bełchatów           | 0:3 (16:25, 21:25, 21:25)               | Asseco Resovia Rzeszów            | Hala Energia     | 2000           | Łukasz Kozub           |
| 1.03.2025 | 17:30          | PSG Stal Nysa                     | 0:3 (10:25, 20:25, 17:25)               | Bogdanka LUK Lublin               | Hala Nysa        | 2500           | Marcin Komenda         |
| 2.03.2025 | 14:45          | ZAKSA Kędzierzyn-Koźle            | 0:3 (15:25, 23:25, 23:25)               | Aluron CMC Warta Zawiercie        | Hala Azoty       | 2830           | Karol Butryn           |
| 2.03.2025 | 17:30          | Trefl Gdańsk                      | 3:2 (23:25, 25:16, 18:25, 25:20, 15:11) | GKS Katowice                      | Ergo Arena       | 2100           | Alaksiej Nasiewicz     |
| 3.03.2025 | 17:30          | Indykpol AZS Olsztyn              | 1:3 (27:29, 17:25, 25:14, 24:26)        | Steam Hemarpol Norwid Częstochowa | Hala Urania      | 4030           | Patrik Indra           |
| 28. KOLEJKA |                |                                   |                                         |                                   |                  |                |                        |
| 6.03.2025 | 17:30          | Barkom-Każany Lwów                | 1:3 (20:25, 22:25, 29:27, 17:25)        | ZAKSA Kędzierzyn-Koźle            | Arena Jaskółka   | 1816           | Bartosz Kurek          |
| 6.03.2025 | 20:30          | Aluron CMC Warta Zawiercie        | 3:2 (25:11, 17:25, 25:19, 26:28, 15:5)  | Nowak-Mosty MKS Będzin            | Hala OSiR II     | 1500           | Karol Butryn           |
| 8.03.2025 | 14:45          | PGE Projekt Warszawa              | 3:0 (25:22, 25:21, 25:19)               | Trefl Gdańsk                      | Arena Ursynów    | 1777           | Jan Firlej             |
| 8.03.2025 | 17:30          | Asseco Resovia Rzeszów            | 3:1 (25:16, 18:25, 25:20, 28:26)        | Ślepsk Malow Suwałki              | Hala Podpromie   | 2450           | Stéphen Boyer          |
| 8.03.2025 | 20:30          | Bogdanka LUK Lublin               | 3:0 (25:23, 25:21, 25:12)               | Indykpol AZS Olsztyn              | HSW Globus       | 4150           | Aleks Grozdanow        |
| 9.03.2025 | 14:45          | JSW Jastrzębski Węgiel            | 3:0 (25:19, 28:26, 25:19)               | PSG Stal Nysa                     | HWS              | 2899           | Łukasz Kaczmarek       |
| 9.03.2025 | 17:30          | Steam Hemarpol Norwid Częstochowa | 3:1 (25:14, 22:25, 25:19, 25:22)        | Cuprum Stilon Gorzów              | Hala Częstochowa | 1615           | Quinn Isaacson         |
| 10.03.2025 | 20:30          | GKS Katowice                      | 0:3 (21:25, 21:25, 19:25)               | PGE GiEK Skra Bełchatów           | OS Szopienice    | 230            | Bartłomiej Lemański    |
| 29. KOLEJKA |                |                                   |                                         |                                   |                  |                |                        |
| 4.03.2025 | 17:30          | Ślepsk Malow Suwałki              | 3:0 (25:18, 25:17, 29:27)               | GKS Katowice                      | Suwałki Arena    | 1260           | Paweł Halaba           |
| 14.03.2025 | 17:30          | Cuprum Stilon Gorzów              | 1:3 (25:21, 23:25, 19:25, 18:25)        | Indykpol AZS Olsztyn              | Arena Gorzów     | 4147           | Jan Hadrava            |
| 14.03.2025 | 20:30          | PSG Stal Nysa                     | 0:3 (19:25, 20:25, 16:25)               | Aluron CMC Warta Zawiercie        | Hala Nysa        | 2285           | Karol Butryn           |
| 15.03.2025 | 14:45          | JSW Jastrzębski Węgiel            | 3:1 (27:29, 25:21, 25:20, 25:23)        | Bogdanka LUK Lublin               | HWS              | 3030           | Timothée Carle         |
| 15.03.2025 | 17:30          | ZAKSA Kędzierzyn-Koźle            | 2:3 (29:27, 29:27, 18:25, 23:25, 9:15)  | Asseco Resovia Rzeszów            | Hala Azoty       | 2650           | Stéphen Boyer          |
| 15.03.2025 | 20:30          | Nowak-Mosty MKS Będzin            | 1:3 (25:23, 19:25, 18:25, 18:25)        | Barkom-Każany Lwów                | Będzin Arena     | 1230           | Märt Tammearu          |
| 16.03.2025 | 17:30          | PGE GiEK Skra Bełchatów           | 1:3 (21:25, 25:21, 23:25, 22:25)        | PGE Projekt Warszawa              | Hala Energia     | 2000           | Tobias Brand           |
| 17.03.2025 | 17:30          | Trefl Gdańsk                      | 0:3 (23:25, 18:25, 22:25)               | Steam Hemarpol Norwid Częstochowa | Ergo Arena       | 9450           | Bartłomiej Lipiński    |
| 30. KOLEJKA |                |                                   |                                         |                                   |                  |                |                        |
| 20.03.2025 | 17:30          | Barkom-Każany Lwów                | 3:1 (25:22, 24:26, 25:21, 25:14)        | PSG Stal Nysa                     | Arena Jaskółka   | 1302           | Märt Tammearu          |
| 21.03.2025 | 20:30          | GKS Katowice                      | 0:3 (19:25, 8:25, 16:25)                | ZAKSA Kędzierzyn-Koźle            | OS Szopienice    | 1391           | Igor Grobelny          |
| 22.03.2025 | 14:45          | JSW Jastrzębski Węgiel            | 0:3 (22:25, 32:34, 20:25)               | Aluron CMC Warta Zawiercie        | HWS              | 3065           | Szymon Gregorowicz     |
| 22.03.2025 | 17:30          | Steam Hemarpol Norwid Częstochowa | 0:3 (20:25, 12:25, 12:25)               | PGE GiEK Skra Bełchatów           | Hala Częstochowa | 3452           | Kajetan Marek          |
| 22.03.2025 | 20:30          | PGE Projekt Warszawa              | 3:0 (25:17, 25:18, 25:23)               | Ślepsk Malow Suwałki              | COS Torwar       | 2532           | Artur Szalpuk          |
| 23.03.2025 | 14:45          | Trefl Gdańsk                      | 0:3 (22:25, 21:25, 16:25)               | Indykpol AZS Olsztyn              | Ergo Arena       | 4750           | Szymon Jakubiszak      |
| 23.03.2025 | 17:30          | Asseco Resovia Rzeszów            | 3:0 (25:16, 25:21, 25:19)               | Nowak-Mosty MKS Będzin            | Hala Podpromie   | 2250           | Dawid Woch             |
| 24.03.2025 | 17:30          | Bogdanka LUK Lublin               | 3:1 (25:22, 25:20, 23:25, 25:19)        | Cuprum Stilon Gorzów              | HSW Globus       | 4062           | Jakub Wachnik          |
| Godziny do 27 października 2024 roku podane są według strefy czasowej UTC+2, a od 27 października 2024 roku według strefy czasowej UTC+1. Źródło: |                |                                   |                                         |                                   |                  |                |                        |

### Tabela
| Lp.                                          | Drużyna                           | Pkt | Mecze | Mecze | Mecze | Rodzaj wyniku | Rodzaj wyniku | Rodzaj wyniku | Rodzaj wyniku | Rodzaj wyniku | Rodzaj wyniku | Sety | Sety | Sety  | Małe punkty | Małe punkty | Małe punkty |
| Lp.                                          | Drużyna                           | Pkt | M     | W     | P     | 3:0           | 3:1           | 3:2           | 2:3           | 1:3           | 0:3           | wyg. | prz. | stos. | zdob.       | str.        | stos.       |
| -------------------------------------------- | --------------------------------- | --- | ----- | ----- | ----- | ------------- | ------------- | ------------- | ------------- | ------------- | ------------- | ---- | ---- | ----- | ----------- | ----------- | ----------- |
| 1                                            | JSW Jastrzębski Węgiel            | 75  | 30    | 24    | 6     | 11            | 13            | 0             | 3             | 2             | 1             | 80   | 31   | 2.58  | 2682        | 2371        | 1.13        |
| 2                                            | PGE Projekt Warszawa              | 72  | 30    | 26    | 4     | 11            | 9             | 6             | 0             | 3             | 1             | 81   | 33   | 2.45  | 2665        | 2396        | 1.11        |
| 3                                            | Aluron CMC Warta Zawiercie        | 72  | 30    | 24    | 6     | 13            | 8             | 3             | 3             | 1             | 2             | 79   | 32   | 2.47  | 2634        | 2353        | 1.12        |
| 4                                            | Bogdanka LUK Lublin               | 63  | 30    | 21    | 9     | 9             | 8             | 4             | 4             | 3             | 2             | 74   | 43   | 1.72  | 2691        | 2495        | 1.08        |
| 5                                            | ZAKSA Kędzierzyn-Koźle            | 62  | 30    | 21    | 9     | 6             | 11            | 4             | 3             | 1             | 5             | 70   | 46   | 1.52  | 2703        | 2485        | 1.09        |
| 6                                            | Asseco Resovia Rzeszów            | 59  | 30    | 19    | 11    | 7             | 7             | 5             | 7             | 2             | 2             | 73   | 50   | 1.46  | 2809        | 2712        | 1.04        |
| 7                                            | PGE GiEK Skra Bełchatów           | 51  | 30    | 17    | 13    | 6             | 7             | 4             | 4             | 4             | 5             | 63   | 54   | 1.17  | 2630        | 2606        | 1.01        |
| 8                                            | Steam Hemarpol Norwid Częstochowa | 46  | 30    | 16    | 14    | 4             | 7             | 5             | 3             | 6             | 5             | 60   | 59   | 1.02  | 2687        | 2647        | 1.02        |
| 9                                            | Indykpol AZS Olsztyn              | 40  | 30    | 12    | 18    | 6             | 6             | 0             | 4             | 8             | 6             | 52   | 60   | 0.87  | 2507        | 2553        | 0.98        |
| 10                                           | Ślepsk Malow Suwałki              | 39  | 30    | 14    | 16    | 2             | 6             | 6             | 3             | 8             | 5             | 56   | 66   | 0.85  | 2658        | 2744        | 0.97        |
| 11                                           | Trefl Gdańsk                      | 34  | 30    | 11    | 19    | 3             | 3             | 5             | 6             | 5             | 8             | 50   | 70   | 0.71  | 2606        | 2740        | 0.95        |
| 12                                           | Cuprum Stilon Gorzów              | 28  | 30    | 11    | 19    | 2             | 3             | 6             | 1             | 10            | 8             | 45   | 72   | 0.63  | 2588        | 2738        | 0.95        |
| 13                                           | Barkom-Każany Lwów                | 26  | 30    | 9     | 21    | 2             | 4             | 3             | 2             | 15            | 4             | 46   | 73   | 0.63  | 2593        | 2756        | 0.94        |
| 14                                           | PSG Stal Nysa                     | 25  | 30    | 7     | 23    | 1             | 4             | 2             | 6             | 7             | 10            | 40   | 77   | 0.52  | 2513        | 2688        | 0.93        |
| 15                                           | GKS Katowice                      | 15  | 30    | 5     | 25    | 1             | 2             | 2             | 2             | 14            | 9             | 33   | 81   | 0.41  | 2413        | 2707        | 0.89        |
| 16                                           | Nowak-Mosty MKS Będzin            | 13  | 30    | 3     | 27    | 2             | 1             | 0             | 4             | 10            | 13            | 27   | 82   | 0.33  | 2217        | 2605        | 0.85        |
| Legenda: faza play-off spadek do PLS 1. Ligi |                                   |     |       |       |       |               |               |               |               |               |               |      |      |       |             |             |             |

Źródło: 
Punktacja: 3:0 i 3:1 – 3 pkt; 3:2 – 2 pkt; 2:3 – 1 pkt; 1:3 i 0:3 – 0 pkt
Zasady ustalania kolejności: 1. liczba punktów; 2. liczba zwycięstw; 3. stosunek setów; 4. stosunek małych punktów; 5. bilans w bezpośrednich meczach

### Miejsca po poszczególnych kolejkach
| Drużyna \ Kolejka                 | 1                          | 2      | 3      | 4      | 5      | 6      | 7      | 8      | 9      | 10     | 11     | 12     | 13     | 14     | 15     | 16     | 17     | 18     | 19     | 20     | 21     | 22     | 23     | 24     | 25     | 26     | 27     | 28     | 29     | 30 |   |
| --------------------------------- | -------------------------- | ------ | ------ | ------ | ------ | ------ | ------ | ------ | ------ | ------ | ------ | ------ | ------ | ------ | ------ | ------ | ------ | ------ | ------ | ------ | ------ | ------ | ------ | ------ | ------ | ------ | ------ | ------ | ------ | -- | - |
| Drużyna \ Kolejka                 | Aluron CMC Warta Zawiercie | 8      | 6      | 5      | 4      | 5      | 4      | 4      | 4      | 4      | 4      | 4      | 4      | 3      | 2      | 3      | 3      | 3      | 3      | 3      | 2      | 3      | 2      | 2      | 2      | 2      | 2      | 2      | 3      | 3  | 3 |
| Asseco Resovia Rzeszów            | nk                         | 9      | 8      | 9      | 11     | 10     | 10     | 9      | 9      | 8      | 9      | 7      | 8      | 8      | 7      | 7      | 8      | 8      | 8      | 7      | 7      | 7      | 6      | 6      | 6      | 6      | 6      | 6      | 6      | 6  |   |
| Barkom-Każany Lwów                | 12                         | 14     | 15     | 15     | 16     | 16     | 14     | 14     | 14     | 15     | 15     | 15     | 15     | 14     | 15     | 15     | 15     | 15     | 14     | 14     | 14     | 14     | 14     | 14     | 14     | 14     | 14     | 14     | 14     | 13 |   |
| Bogdanka LUK Lublin               | 7                          | 5      | 4      | 3      | 2      | 2      | 2      | 1      | 3      | 2      | 3      | 3      | 4      | 4      | 4      | 4      | 4      | 4      | 4      | 4      | 4      | 4      | 4      | 5      | 5      | 4      | 4      | 4      | 4      | 4  |   |
| Cuprum Stilon Gorzów              | 6                          | 10     | 7      | 8      | 6      | 6      | 7      | 8      | 8      | 7      | 7      | 9      | 9      | 10     | 11     | 12     | 12     | 12     | 12     | 11     | 11     | 12     | 12     | 12     | 12     | 12     | 12     | 12     | 12     | 12 |   |
| GKS Katowice                      | 13                         | 16     | 16     | 16     | 15     | 15     | 16     | 16     | 16     | 16     | 16     | 16     | 16     | 16     | 16     | 16     | 16     | 16     | 16     | 16     | 16     | 16     | 16     | 15     | 15     | 15     | 15     | 15     | 15     | 15 |   |
| Indykpol AZS Olsztyn              | 10                         | 12     | 14     | 14     | 12     | 14     | 15     | 15     | 15     | 14     | 14     | 14     | 12     | 12     | 10     | 10     | 9      | 9      | 9      | 10     | 10     | 11     | 10     | 10     | 9      | 9      | 11     | 11     | 10     | 9  |   |
| JSW Jastrzębski Węgiel            | 3                          | 2      | 2      | 1      | 3      | 3      | 3      | 2      | 1      | 1      | 1      | 1      | 1      | 1      | 1      | 1      | 1      | 1      | 1      | 1      | 1      | 1      | 1      | 1      | 1      | 1      | 1      | 1      | 1      | 1  |   |
| PGE GiEK Skra Bełchatów           | 5                          | 3      | 3      | 5      | 4      | 5      | 5      | 5      | 7      | 9      | 8      | 8      | 7      | 7      | 8      | 8      | 7      | 7      | 7      | 8      | 8      | 8      | 8      | 7      | 7      | 7      | 7      | 7      | 7      | 7  |   |
| PGE Projekt Warszawa              | 1                          | 1      | 1      | 2      | 1      | 1      | 1      | 3      | 2      | 3      | 2      | 2      | 2      | 3      | 2      | 2      | 2      | 2      | 2      | 3      | 2      | 3      | 3      | 3      | 3      | 3      | 3      | 2      | 2      | 2  |   |
| PSG Stal Nysa                     | nk                         | 7      | 10     | 11     | 13     | 13     | 12     | 12     | 12     | 12     | 13     | 13     | 14     | 15     | 13     | 13     | 13     | 13     | 13     | 13     | 13     | 13     | 13     | 13     | 13     | 13     | 13     | 13     | 13     | 14 |   |
| Steam Hemarpol Norwid Częstochowa | 11                         | 13     | 9      | 10     | 10     | 9      | 8      | 7      | 6      | 6      | 6      | 5      | 6      | 6      | 6      | 6      | 6      | 6      | 6      | 6      | 6      | 6      | 7      | 8      | 8      | 8      | 8      | 8      | 8      | 8  |   |
| Nowak-Mosty MKS Będzin            | 2                          | 8      | 12     | 13     | 14     | 11     | 13     | 13     | 13     | 13     | 12     | 12     | 13     | 13     | 14     | 14     | 14     | 14     | 15     | 15     | 15     | 15     | 15     | 16     | 16     | 16     | 16     | 16     | 16     | 16 |   |
| Ślepsk Malow Suwałki              | 4                          | 4      | 6      | 6      | 8      | 12     | 9      | 10     | 10     | 10     | 11     | 11     | 10     | 9      | 9      | 9      | 10     | 10     | 10     | 9      | 9      | 9      | 9      | 9      | 10     | 10     | 9      | 9      | 9      | 10 |   |
| Trefl Gdańsk                      | 9                          | 11     | 13     | 7      | 9      | 8      | 11     | 11     | 11     | 11     | 10     | 10     | 11     | 11     | 12     | 11     | 11     | 11     | 11     | 12     | 12     | 10     | 11     | 11     | 11     | 11     | 10     | 10     | 11     | 11 |   |
| ZAKSA Kędzierzyn-Koźle            | 14                         | 15     | 11     | 12     | 7      | 7      | 6      | 6      | 5      | 5      | 5      | 6      | 5      | 5      | 5      | 5      | 5      | 5      | 5      | 5      | 5      | 5      | 5      | 4      | 4      | 5      | 5      | 5      | 5      | 5  |   |
| Źródło:                           | [ 49 ]                     | [ 49 ] | [ 50 ] | [ 51 ] | [ 52 ] | [ 53 ] | [ 54 ] | [ 55 ] | [ 56 ] | [ 57 ] | [ 58 ] | [ 59 ] | [ 60 ] | [ 61 ] | [ 62 ] | [ 63 ] | [ 64 ] | [ 65 ] | [ 66 ] | [ 67 ] | [ 68 ] | [ 69 ] | [ 70 ] | [ 71 ] | [ 72 ] | [ 73 ] | [ 74 ] | [ 75 ] | [ 76 ] |    |   |

- Zestawienie nie uwzględnia w danej kolejce meczów przełożonych na późniejsze terminy, natomiast uwzględnia mecze rozegrane awansem[c]. Miejsce zajmowane przez drużynę, która rozegrała mniej meczów, wyróżniono kursywą, natomiast podkreśleniem – drużynę, która rozegrała więcej meczów niż wynika to z numeru kolejki.

## Faza play-off

### Drabinka
|  |              |                                   |              |                            |              |              |   |                        |                            |           |           |                        |                    |                    |                    |                    |                    |                    |       |       |       |       |
|  | Ćwierćfinały | Ćwierćfinały                      | Ćwierćfinały | Ćwierćfinały               | Ćwierćfinały | Ćwierćfinały |   |                        | Półfinały                  | Półfinały | Półfinały | Półfinały              | Półfinały          | Półfinały          |                    |                    | Finał              | Finał              | Finał | Finał | Finał | Finał |
|  | Ćwierćfinały | Ćwierćfinały                      | Ćwierćfinały | Ćwierćfinały               | Ćwierćfinały | Ćwierćfinały |   |                        | Półfinały                  | Półfinały | Półfinały | Półfinały              | Półfinały          | Półfinały          |                    |                    | Finał              | Finał              | Finał | Finał | Finał | Finał |
|  |              |                                   |              |                            |              |              |   |                        |                            |           |           |                        |                    |                    |                    |                    |                    |                    |       |       |       |       |
|  |              |                                   |              |                            |              |              |   |                        |                            |           |           |                        |                    |                    |                    |                    |                    |                    |       |       |       |       |
|  | 1            | JSW Jastrzębski Węgiel            | 3            | 3                          |              |              |   |                        |                            |           |           |                        |                    |                    |                    |                    |                    |                    |       |       |       |       |
|  | 1            | JSW Jastrzębski Węgiel            | 3            | 3                          |              |              |   |                        |                            |           |           |                        |                    |                    |                    |                    |                    |                    |       |       |       |       |
|  | 8            | Steam Hemarpol Norwid Częstochowa | 0            | 2                          |              |              |   |                        |                            |           |           |                        |                    |                    |                    |                    |                    |                    |       |       |       |       |
|  | 8            | Steam Hemarpol Norwid Częstochowa | 0            | 2                          |              |              | 1 | JSW Jastrzębski Węgiel | 1                          | 3         | 2         |                        |                    |                    |                    |                    |                    |                    |       |       |       |       |
|  |              |                                   |              |                            |              |              | 1 | JSW Jastrzębski Węgiel | 1                          | 3         | 2         |                        |                    |                    |                    |                    |                    |                    |       |       |       |       |
|  |              |                                   | 4            | Bogdanka LUK Lublin        | 3            | 1            | 3 |                        |                            |           |           |                        |                    |                    |                    |                    |                    |                    |       |       |       |       |
|  | 4            | Bogdanka LUK Lublin               | 4            | Bogdanka LUK Lublin        | 3            | 1            | 3 | 1                      | 3                          | 3         |           |                        |                    |                    |                    |                    |                    |                    |       |       |       |       |
|  | 4            | Bogdanka LUK Lublin               |              |                            |              |              |   |                        |                            |           |           |                        |                    |                    |                    |                    |                    |                    |       |       |       |       |
|  | 5            | ZAKSA Kędzierzyn-Koźle            | 3            | 0                          | 0            |              |   |                        |                            |           |           |                        |                    |                    |                    |                    |                    |                    |       |       |       |       |
|  | 5            | ZAKSA Kędzierzyn-Koźle            | 3            | 0                          | 0            |              |   | 3                      | Aluron CMC Warta Zawiercie | 0         | 0         | 3                      | 0                  |                    |                    |                    |                    |                    |       |       |       |       |
|  |              |                                   |              |                            |              |              |   |                        |                            |           |           |                        |                    |                    |                    |                    |                    |                    |       |       |       |       |
|  |              |                                   | 4            | Bogdanka LUK Lublin        | 3            | 3            | 1 | 3                      |                            |           |           |                        |                    |                    |                    |                    |                    |                    |       |       |       |       |
|  | 2            | PGE Projekt Warszawa              | 4            | Bogdanka LUK Lublin        | 3            | 3            | 1 | 3                      | 3                          | 3         |           |                        |                    |                    |                    |                    |                    |                    |       |       |       |       |
|  | 2            | PGE Projekt Warszawa              |              |                            |              |              |   |                        |                            |           |           |                        |                    |                    |                    |                    |                    |                    |       |       |       |       |
|  | 7            | PGE GiEK Skra Bełchatów           | 0            | 2                          |              |              |   |                        |                            |           |           |                        |                    |                    |                    |                    |                    |                    |       |       |       |       |
|  | 7            | PGE GiEK Skra Bełchatów           | 0            | 2                          |              |              | 2 | PGE Projekt Warszawa   | 3                          | 2         | 2         |                        | Mecze o 3. miejsce | Mecze o 3. miejsce | Mecze o 3. miejsce | Mecze o 3. miejsce | Mecze o 3. miejsce | Mecze o 3. miejsce |       |       |       |       |
|  |              |                                   |              |                            |              |              | 2 | PGE Projekt Warszawa   | 3                          | 2         | 2         |                        | Mecze o 3. miejsce | Mecze o 3. miejsce | Mecze o 3. miejsce | Mecze o 3. miejsce | Mecze o 3. miejsce | Mecze o 3. miejsce |       |       |       |       |
|  |              |                                   | 3            | Aluron CMC Warta Zawiercie | 2            | 3            | 3 |                        |                            |           |           |                        |                    |                    |                    |                    |                    |                    |       |       |       |       |
|  | 3            | Aluron CMC Warta Zawiercie        | 3            | Aluron CMC Warta Zawiercie | 2            | 3            | 3 | 3                      | 3                          |           |           |                        |                    |                    |                    |                    |                    |                    |       |       |       |       |
|  | 3            | Aluron CMC Warta Zawiercie        |              |                            |              |              |   |                        |                            |           | 1         | JSW Jastrzębski Węgiel | 0                  | 1                  | 2                  |                    |                    |                    |       |       |       |       |
|  | 6            | Asseco Resovia Rzeszów            | 1            | 0                          |              |              |   |                        |                            |           | 1         | JSW Jastrzębski Węgiel | 0                  | 1                  | 2                  |                    |                    |                    |       |       |       |       |
|  | 6            | Asseco Resovia Rzeszów            | 1            | 0                          |              |              | 2 | PGE Projekt Warszawa   | 3                          | 3         | 3         |                        |                    |                    |                    |                    |                    |                    |       |       |       |       |
|  |              |                                   |              |                            |              |              | 2 | PGE Projekt Warszawa   | 3                          | 3         | 3         |                        |                    |                    |                    |                    |                    |                    |       |       |       |       |

### I runda

#### Ćwierćfinały
(do 2 zwycięstw)
| Data                           | Godz.                          | Gospodarz                         | Rezultat                                | Gość                                  | Hala sportowa                         | Widzów                                | MVP                                   |
| ------------------------------ | ------------------------------ | --------------------------------- | --------------------------------------- | ------------------------------------- | ------------------------------------- | ------------------------------------- | ------------------------------------- |
| JSW Jastrzębski Węgiel (1)     | JSW Jastrzębski Węgiel (1)     | JSW Jastrzębski Węgiel (1)        | 2 – 0                                   | (8) Steam Hemarpol Norwid Częstochowa | (8) Steam Hemarpol Norwid Częstochowa | (8) Steam Hemarpol Norwid Częstochowa | (8) Steam Hemarpol Norwid Częstochowa |
| 28.03.2025                     | 17:30                          | JSW Jastrzębski Węgiel            | 3:0 (25:17, 25:19, 26:24)               | Steam Hemarpol Norwid Częstochowa     | HWS                                   | 2741                                  | Benjamin Toniutti                     |
| 1.04.2025                      | 17:30                          | Steam Hemarpol Norwid Częstochowa | 2:3 (25:19, 25:23, 18:25, 20:25, 12:15) | JSW Jastrzębski Węgiel                | Hala Częstochowa                      | 4900                                  | Benjamin Toniutti                     |
| Bogdanka LUK Lublin (4)        | Bogdanka LUK Lublin (4)        | Bogdanka LUK Lublin (4)           | 2 – 1                                   | (5) ZAKSA Kędzierzyn-Koźle            | (5) ZAKSA Kędzierzyn-Koźle            | (5) ZAKSA Kędzierzyn-Koźle            | (5) ZAKSA Kędzierzyn-Koźle            |
| 29.03.2025                     | 17:30                          | Bogdanka LUK Lublin               | 1:3 (25:23, 17:25, 20:25, 19:25)        | ZAKSA Kędzierzyn-Koźle                | HSW Globus                            | 4221                                  | Bartosz Kurek                         |
| 1.04.2025                      | 20:30                          | ZAKSA Kędzierzyn-Koźle            | 0:3 (15:25, 21:25, 20:25)               | Bogdanka LUK Lublin                   | Hala Azoty                            | 2430                                  | Wilfredo León                         |
| 6.04.2025                      | 14:45                          | Bogdanka LUK Lublin               | 3:0 (25:21, 25:21, 26:24)               | ZAKSA Kędzierzyn-Koźle                | HSW Globus                            | 4221                                  | Marcin Komenda                        |
| PGE Projekt Warszawa (2)       | PGE Projekt Warszawa (2)       | PGE Projekt Warszawa (2)          | 2 – 0                                   | (7) PGE GiEK Skra Bełchatów           | (7) PGE GiEK Skra Bełchatów           | (7) PGE GiEK Skra Bełchatów           | (7) PGE GiEK Skra Bełchatów           |
| 28.03.2025                     | 20:30                          | PGE Projekt Warszawa              | 3:0 (25:23, 25:23, 27:25)               | PGE GiEK Skra Bełchatów               | Arena Ursynów                         | 1777                                  | Artur Szalpuk                         |
| 5.04.2025                      | 17:30                          | PGE GiEK Skra Bełchatów           | 2:3 (19:25, 25:19, 18:25, 25:20, 21:23) | PGE Projekt Warszawa                  | Hala Energia                          | 2000                                  | Jakub Kochanowski                     |
| Aluron CMC Warta Zawiercie (3) | Aluron CMC Warta Zawiercie (3) | Aluron CMC Warta Zawiercie (3)    | 2 – 0                                   | (6) Asseco Resovia Rzeszów            | (6) Asseco Resovia Rzeszów            | (6) Asseco Resovia Rzeszów            | (6) Asseco Resovia Rzeszów            |
| 29.03.2025                     | 14:45                          | Aluron CMC Warta Zawiercie        | 3:1 (25:21, 25:18, 21:25, 25:21)        | Asseco Resovia Rzeszów                | Arena Sosnowiec                       | 3260                                  | Bartosz Kwolek                        |
| 5.04.2025                      | 14:45                          | Asseco Resovia Rzeszów            | 0:3 (25:27, 18:25, 18:25)               | Aluron CMC Warta Zawiercie            | Hala Podpromie                        | 4250                                  | Bartosz Kwolek                        |

### II runda

#### Półfinały
(do 2 zwycięstw)
| Data                       | Godz.                      | Gospodarz                  | Rezultat                                | Gość                           | Hala sportowa                  | Widzów                         | MVP                            |
| -------------------------- | -------------------------- | -------------------------- | --------------------------------------- | ------------------------------ | ------------------------------ | ------------------------------ | ------------------------------ |
| JSW Jastrzębski Węgiel (1) | JSW Jastrzębski Węgiel (1) | JSW Jastrzębski Węgiel (1) | 1 – 2                                   | (4) Bogdanka LUK Lublin        | (4) Bogdanka LUK Lublin        | (4) Bogdanka LUK Lublin        | (4) Bogdanka LUK Lublin        |
| 18.04.2025                 | 20:30                      | JSW Jastrzębski Węgiel     | 1:3 (25:23, 22:25, 18:25, 22:25)        | Bogdanka LUK Lublin            | HWS                            | 3089                           | Wilfredo León                  |
| 23.04.2025                 | 20:30                      | Bogdanka LUK Lublin        | 1:3 (29:31, 25:15, 20:25, 22:25)        | JSW Jastrzębski Węgiel         | HSW Globus                     | 4221                           | Łukasz Kaczmarek               |
| 26.04.2025                 | 14:45                      | JSW Jastrzębski Węgiel     | 2:3 (22:25, 25:20, 24:26, 25:23, 9:15)  | Bogdanka LUK Lublin            | HWS                            | 3112                           | Kewin Sasak                    |
| PGE Projekt Warszawa (2)   | PGE Projekt Warszawa (2)   | PGE Projekt Warszawa (2)   | 1 – 2                                   | (3) Aluron CMC Warta Zawiercie | (3) Aluron CMC Warta Zawiercie | (3) Aluron CMC Warta Zawiercie | (3) Aluron CMC Warta Zawiercie |
| 19.04.2025                 | 14:45                      | PGE Projekt Warszawa       | 3:2 (25:22, 25:20, 17:25, 19:25, 15:12) | Aluron CMC Warta Zawiercie     | COS Torwar                     | 4020                           | Jakub Kochanowski              |
| 23.04.2025                 | 17:30                      | Aluron CMC Warta Zawiercie | 3:2 (25:14, 25:22, 23:25, 22:25, 16:14) | PGE Projekt Warszawa           | Arena Sosnowiec                | 3300                           | Miguel Tavares                 |
| 26.04.2025                 | 17:30                      | PGE Projekt Warszawa       | 2:3 (19:25, 25:21, 25:21, 19:25, 14:16) | Aluron CMC Warta Zawiercie     | COS Torwar                     | 4680                           | Patryk Łaba                    |

#### Mecze o 5. miejsce
(do 2 zwycięstw, przy remisie złoty set)
| Data                       | Godz.                      | Gospodarz                  | Rezultat                                | Gość                       | Hala sportowa              | Widzów                     | MVP                        |
| -------------------------- | -------------------------- | -------------------------- | --------------------------------------- | -------------------------- | -------------------------- | -------------------------- | -------------------------- |
| ZAKSA Kędzierzyn-Koźle (5) | ZAKSA Kędzierzyn-Koźle (5) | ZAKSA Kędzierzyn-Koźle (5) | 2 – 0                                   | (6) Asseco Resovia Rzeszów | (6) Asseco Resovia Rzeszów | (6) Asseco Resovia Rzeszów | (6) Asseco Resovia Rzeszów |
| 19.04.2025                 | 17:30                      | Asseco Resovia Rzeszów     | 1:3 (25:20, 22:25, 22:25, 18:25)        | ZAKSA Kędzierzyn-Koźle     | Hala Podpromie             | 1800                       | Bartosz Kurek              |
| 25.04.2025                 | 20:30                      | ZAKSA Kędzierzyn-Koźle     | 3:2 (23:25, 23:25, 25:19, 25:18, 16:14) | Asseco Resovia Rzeszów     | Hala Azoty                 | 1750                       | Mateusz Poręba             |

### III runda

#### Mecze o 3. miejsce
(do 3 zwycięstw)
| Data                       | Godz.                      | Gospodarz                  | Rezultat                                | Gość                     | Hala sportowa            | Widzów                   | MVP                      |
| -------------------------- | -------------------------- | -------------------------- | --------------------------------------- | ------------------------ | ------------------------ | ------------------------ | ------------------------ |
| JSW Jastrzębski Węgiel (1) | JSW Jastrzębski Węgiel (1) | JSW Jastrzębski Węgiel (1) | 0 – 3                                   | (2) PGE Projekt Warszawa | (2) PGE Projekt Warszawa | (2) PGE Projekt Warszawa | (2) PGE Projekt Warszawa |
| 30.04.2025                 | 20:45                      | JSW Jastrzębski Węgiel     | 0:3 (22:25, 22:25, 21:25)               | PGE Projekt Warszawa     | HWS                      | 2857                     | Linus Weber              |
| 04.05.2025                 | 20:30                      | PGE Projekt Warszawa       | 3:1 (28:30, 26:24, 25:21, 25:20)        | JSW Jastrzębski Węgiel   | COS Torwar               | 3870                     | Bartłomiej Bołądź        |
| 07.05.2025                 | 17:30                      | JSW Jastrzębski Węgiel     | 2:3 (25:21, 19:25, 22:25, 25:23, 12:15) | PGE Projekt Warszawa     | HWS                      | 2489                     | Tobias Brand             |

#### Finał
(do 3 zwycięstw)
| Data                           | Godz.                          | Gospodarz                      | Rezultat                         | Gość                       | Hala sportowa           | Widzów                  | MVP                     |
| ------------------------------ | ------------------------------ | ------------------------------ | -------------------------------- | -------------------------- | ----------------------- | ----------------------- | ----------------------- |
| Aluron CMC Warta Zawiercie (3) | Aluron CMC Warta Zawiercie (3) | Aluron CMC Warta Zawiercie (3) | 1 – 3                            | (4) Bogdanka LUK Lublin    | (4) Bogdanka LUK Lublin | (4) Bogdanka LUK Lublin | (4) Bogdanka LUK Lublin |
| 30.04.2025                     | 18:00                          | Aluron CMC Warta Zawiercie     | 0:3 (21:25, 22:25, 21:25)        | Bogdanka LUK Lublin        | Arena Sosnowiec         | 3300                    | Mikołaj Sawicki         |
| 03.05.2025                     | 14:45                          | Bogdanka LUK Lublin            | 3:0 (25:14, 25:21, 25:14)        | Aluron CMC Warta Zawiercie | HSW Globus              |                         | Wilfredo León           |
| 07.05.2025                     | 20:30                          | Aluron CMC Warta Zawiercie     | 3:1 (25:20, 25:20, 20:25, 29:27) | Bogdanka LUK Lublin        | Arena Sosnowiec         | 3300                    | Bartosz Kwolek          |
| 10.05.2025                     | 17:30                          | Bogdanka LUK Lublin            | 3:0 (25:22, 25:15, 25:18)        | Aluron CMC Warta Zawiercie | HSW Globus              | 4221                    | Marcin Komenda          |

## Klasyfikacja końcowa
| Lp. | Drużyna                           |
| --- | --------------------------------- |
| 1.  | Bogdanka LUK Lublin               |
| 2.  | Aluron CMC Warta Zawiercie        |
| 3.  | PGE Projekt Warszawa              |
| 4.  | JSW Jastrzębski Węgiel            |
| 5.  | ZAKSA Kędzierzyn-Koźle            |
| 6.  | Asseco Resovia Rzeszów            |
| 7.  | PGE GiEK Skra Bełchatów           |
| 8.  | Steam Hemarpol Norwid Częstochowa |
| 9.  | Indykpol AZS Olsztyn              |
| 10. | Ślepsk Malow Suwałki              |
| 11. | Trefl Gdańsk                      |
| 12. | Cuprum Stilon Gorzów              |
| 13. | Barkom-Każany Lwów                |
| 14. | PSG Stal Nysa                     |
| 15. | GKS Katowice                      |
| 16. | Nowak-Mosty MKS Będzin            |

     Liga Mistrzów 2025/2026
     Puchar CEV 2025/2026
     Puchar Challenge 2025/2026
     spadek do PLS 1. Ligi

## Najlepsi zawodnicy meczów
| Liczba MVP | Zawodnik               |
| ---------- | ---------------------- |
| 9          | Bartosz Kurek          |
| 9          | Wilfredo León          |
| 7          | Bartłomiej Bołądź      |
| 7          | Stéphen Boyer          |
| 7          | Bartosz Filipiak       |
| 7          | Patrik Indra           |
| 6          | Karol Butryn           |
| 6          | Tomasz Fornal          |
| 6          | Bartosz Kwolek         |
| 6          | Chizoba Neves Atu      |
| 6          | Artur Szalpuk          |
| 5          | Timothée Carle         |
| 5          | Amin Esma’ilneżad      |
| 5          | Igor Grobelny          |
| 5          | Jakub Kochanowski      |
| 5          | Marcin Komenda         |
| 5          | Aaron Russell          |
| 5          | Benjamin Toniutti      |
| 4          | Tobias Brand           |
| 4          | Jan Hadrava            |
| 4          | Paweł Halaba           |
| 4          | Marcin Janusz          |
| 4          | Łukasz Kaczmarek       |
| 4          | Illa Kowalow           |
| 4          | Alaksiej Nasiewicz     |
| 4          | Piotr Orczyk           |
| 4          | Kewin Sasak            |
| 4          | Miguel Tavares         |
| 3          | Bartosz Bednorz        |
| 3          | Aymen Bouguerra        |
| 3          | Anton Brehme           |
| 3          | Klemen Čebulj          |
| 3          | Milad Ebadipur         |
| 3          | Michał Gierżot         |
| 3          | Brandon Koppers        |
| 3          | Miran Kujundžić        |
| 3          | Fynnian McCarthy       |
| 3          | Pavle Perić            |
| 3          | Luke Perry             |
| 3          | Mikołaj Sawicki        |
| 3          | Nicolas Szerszeń       |
| 3          | Linus Weber            |
| 2          | Mateusz Bieniek        |
| 2          | Jakub Bucki            |
| 2          | Jan Firlej             |
| 2          | Quinn Isaacson         |
| 2          | Szymon Jakubiszak      |
| 2          | Bartłomiej Lemański    |
| 2          | Bartłomiej Lipiński    |
| 2          | Kellian Motta Paes     |
| 2          | Jakub Popiwczak        |
| 2          | Mateusz Poręba         |
| 2          | Rafał Szymura          |
| 2          | Märt Tammearu          |
| 2          | Robert Täht            |
| 2          | Wasyl Tupczij          |
| 2          | Damian Wojtaszek       |
| 2          | Andrzej Wrona          |
| 1          | Paweł Cieślik          |
| 1          | Jakub Czerwiński       |
| 1          | Mathijs Desmet         |
| 1          | Kyle Ensing            |
| 1          | Juan Ignacio Finoli    |
| 1          | Joaquín Gallego        |
| 1          | Bartosz Gomułka        |
| 1          | Maksymilian Granieczny |
| 1          | Szymon Gregorowicz     |
| 1          | Aleks Grozdanow        |
| 1          | Henrique Honorato      |
| 1          | Thales Hoss            |
| 1          | Jakub Jarosz           |
| 1          | Remigiusz Kapica       |
| 1          | Moritz Karlitzek       |
| 1          | Tomasz Kowalski        |
| 1          | Łukasz Kozub           |
| 1          | Voitto Köykkä          |
| 1          | Marcin Krawiecki       |
| 1          | Kamil Kwasowski        |
| 1          | Patryk Łaba            |
| 1          | Grzegorz Łomacz        |
| 1          | Kajetan Marek          |
| 1          | Bartosz Mariański      |
| 1          | Michał Potera          |
| 1          | Mateusz Rećko          |
| 1          | Michał Szalacha        |
| 1          | Patryk Szczurek        |
| 1          | Žiga Štern             |
| 1          | Eemi Tervaportti       |
| 1          | Kévin Tillie           |
| 1          | Bennie Tuinstra        |
| 1          | Karol Urbanowicz       |
| 1          | Lukáš Vašina           |
| 1          | Jakub Wachnik          |
| 1          | Dawid Woch             |
| 1          | Arkadiusz Żakieta      |
| 1          | Łukasz Żygadło         |

## Transfery
| Aluron CMC Warta Zawiercie              | Aluron CMC Warta Zawiercie | Aluron CMC Warta Zawiercie                | Aluron CMC Warta Zawiercie | Aluron CMC Warta Zawiercie | Aluron CMC Warta Zawiercie |
| Przychodzą                              | Przychodzą                 | Odchodzą                                  | Odchodzą                   | Zostają                    | Zostają                    |
| --------------------------------------- | -------------------------- | ----------------------------------------- | -------------------------- | -------------------------- | -------------------------- |
| Kyle Ensing (Saint-Nazaire VBA)         | [ 77 ]                     | Trévor Clévenot (Ziraat Bankkart)         | [ 78 ]                     | Mateusz Bieniek            | [ 79 ]                     |
| Jurij Hładyr (Jastrzębski Węgiel)       | [ 80 ]                     | Samuel Cooper (Helios Grizzlys Giesen)    | [ 81 ]                     | Karol Butryn               | [ 82 ]                     |
| Adrian Markiewicz (Jastrzębski Węgiel)  | [ 83 ]                     | Daniel Gąsior (Indykpol AZS Olsztyn)      | [ 84 ]                     | Szymon Gregorowicz         | [ 85 ]                     |
| Mobin Nasri (Pajkan Teheran)            | [ 86 ]                     | Tomasz Kalembka (WKS Czarni Radom)        | [ 87 ]                     | Bartosz Kwolek             | [ 88 ]                     |
| Jakub Nowosielski (Bogdanka LUK Lublin) | [ 89 ]                     | Michał Kozłowski (PGE Projekt Warszawa)   | [ 90 ]                     | Patryk Łaba                | [ 91 ]                     |
| Wiktor Rajsner (Enea Czarni Radom)      | [ 92 ]                     | Thibault Rossard (Al-Hilal)               | [ 93 ]                     | Luke Perry                 | [ 94 ]                     |
| Aaron Russell (JT Thunders)             | [ 95 ]                     | Mariusz Schamlewski (WKS Czarni Radom)    | [ 96 ]                     | Miguel Tavares             | [ 97 ]                     |
|                                         |                            | Michał Szalacha (PGE GiEK Skra Bełchatów) | [ 98 ]                     | Miłosz Zniszczoł           | [ 99 ]                     |
| W trakcie sezonu                        |                            |                                           |                            |                            |                            |
| Georg Grozer (Arkas Spor Izmir)         | [ 100 ]                    | Wiktor Rajsner (Tours VB)                 | [ 101 ]                    |                            |                            |

| Asseco Resovia Rzeszów                               | Asseco Resovia Rzeszów | Asseco Resovia Rzeszów                           | Asseco Resovia Rzeszów | Asseco Resovia Rzeszów | Asseco Resovia Rzeszów |
| Przychodzą                                           | Przychodzą             | Odchodzą                                         | Odchodzą               | Zostają                | Zostają                |
| ---------------------------------------------------- | ---------------------- | ------------------------------------------------ | ---------------------- | ---------------------- | ---------------------- |
| Bartosz Bednorz (Grupa Azoty ZAKSA Kędzierzyn-Koźle) | [ 102 ]                | Torey DeFalco (JTEKT Stings)                     | [ 103 ]                | Stéphen Boyer          | [ 104 ]                |
| Patryk Niemiec (Trefl Gdańsk)                        | [ 105 ]                | Fabian Drzyzga (Fenerbahçe Medicana)             | [ 106 ]                | Jakub Bucki            | [ 107 ]                |
| Gregor Ropret (Sir Susa Vim Perugia)                 | [ 108 ]                | Michał Kędzierski (Gas Sales Bluenergy Piacenza) | [ 109 ]                | Klemen Čebulj          | [ 110 ]                |
| Cezary Sapiński (Indykpol AZS Olsztyn)               | [ 111 ]                | Jakub Kochanowski (PGE Projekt Warszawa)         | [ 112 ]                | Karol Kłos             | [ 113 ]                |
| Lukáš Vašina (GKS Katowice)                          | [ 114 ]                | Jakub Lewandowski (KS Camper Wyszków)            | [ 115 ]                | Łukasz Kozub           | [ 116 ]                |
| Dawid Woch (CSM Arcada Galați)                       | [ 117 ]                | Yacine Louati (Allianz Milano)                   | [ 118 ]                | Michał Potera          | [ 116 ]                |
|                                                      |                        | Bartłomiej Mordyl (Trefl Gdańsk)                 | [ 119 ]                | Krzysztof Rejno        | [ 116 ]                |
|                                                      |                        |                                                  |                        | Adrian Staszewski      | [ 116 ]                |
|                                                      |                        |                                                  |                        | Paweł Zatorski         | [ 116 ]                |
| W trakcie sezonu                                     |                        |                                                  |                        |                        |                        |
| Dawid Ogórek (GKS Katowice)                          | [ 120 ]                |                                                  |                        |                        |                        |

| Barkom-Każany Lwów                         | Barkom-Każany Lwów | Barkom-Każany Lwów                          | Barkom-Każany Lwów | Barkom-Każany Lwów | Barkom-Każany Lwów |
| Przychodzą                                 | Przychodzą         | Odchodzą                                    | Odchodzą           | Zostają            | Zostają            |
| ------------------------------------------ | ------------------ | ------------------------------------------- | ------------------ | ------------------ | ------------------ |
| Tymur Cmokało (VK Ostrava)                 | [ 121 ]            | Kristers Dardzāns (Kubota Spears Osaka)     | [ 122 ]            | Illa Kowalow       | [ 121 ]            |
| Rune Fasteland (Tourcoing LM)              | [ 123 ]            | Illa Dowhy (Union Raiffeisen Waldviertel)   | [ 124 ]            | Jarosław Pampuszko | [ 121 ]            |
| Lorenzo Pope (Melbourne Vipers)            | [ 125 ]            | Moussé Gueye (Gas Sales Bluenergy Piacenza) | [ 126 ]            | Deniss Petrovs     | [ 121 ]            |
| Andrij Rohożyn (bez klubu)                 | [ 127 ]            | Ołeksij Hołoweń (Atyrau)                    | [ 128 ]            | Władysław Szczurow | [ 121 ]            |
| Andrij Szwiec (AZS Częstochowa – juniorzy) | [ 129 ]            | Dmytro Kanajew (VK Trox Příbram)            | [ 130 ]            | Ołeh Szewczenko    | [ 121 ]            |
| Märt Tammearu (Tours VB)                   | [ 131 ]            | Witalij Kuczer (Dunaw Ruse)                 | [ 132 ]            | Wasyl Tupczij      | [ 121 ]            |
| Santeri Välimaa (Hurrikaani-Loimaa)        | [ 133 ]            | Bohdan Mazenko (bez klubu)                  | [ 134 ]            |                    |                    |

| Bogdanka LUK Lublin                             | Bogdanka LUK Lublin | Bogdanka LUK Lublin                            | Bogdanka LUK Lublin | Bogdanka LUK Lublin | Bogdanka LUK Lublin |
| Przychodzą                                      | Przychodzą          | Odchodzą                                       | Odchodzą            | Zostają             | Zostają             |
| ----------------------------------------------- | ------------------- | ---------------------------------------------- | ------------------- | ------------------- | ------------------- |
| Maciej Czyrek (KKS Mickiewicz Kluczbork)        | [ 135 ]             | Tobias Brand (PGE Projekt Warszawa)            | [ 136 ]             | Thales Hoss         | [ 137 ]             |
| Aleks Grozdanow (Rana Verona)                   | [ 138 ]             | Alexandre Ferreira (Tokio Great Bears)         | [ 136 ]             | Marcin Komenda      | [ 139 ]             |
| Wilfredo León (Sir Vim Susa Perugia)            | [ 140 ]             | Damian Hudzik (GKS Katowice)                   | [ 136 ]             | Mateusz Malinowski  | [ 141 ]             |
| Fynnian McCarthy (VK Lvi Praha)                 | [ 142 ]             | Marcin Kania (Cuprum Stilon Gorzów)            | [ 136 ]             | Jan Nowakowski      | [ 143 ]             |
| Kewin Sasak (Trefl Gdańsk)                      | [ 144 ]             | Maksym Kędzierski (MCKiS Jaworzno)             | [ 136 ]             | Jakub Wachnik       | [ 145 ]             |
| Mikołaj Sawicki (Trefl Gdańsk)                  | [ 146 ]             | Maciej Krysiak (BKS Visła Proline Bydgoszcz)   | [ 136 ]             | Maciej Zając        | [ 147 ]             |
| Mikołaj Słotarski (BKS Visła Proline Bydgoszcz) | [ 148 ]             | Jakub Nowosielski (Aluron CMC Warta Zawiercie) | [ 136 ]             |                     |                     |
| Bennie Tuinstra (Ziraat Bankkart)               | [ 149 ]             | Damian Schulz (Nowak-Mosty MKS Będzin)         | [ 136 ]             |                     |                     |

| Cuprum Stilon Gorzów                                    | Cuprum Stilon Gorzów | Cuprum Stilon Gorzów                                  | Cuprum Stilon Gorzów | Cuprum Stilon Gorzów   | Cuprum Stilon Gorzów |
| Przychodzą                                              | Przychodzą           | Odchodzą                                              | Odchodzą             | Zostają                | Zostają              |
| ------------------------------------------------------- | -------------------- | ----------------------------------------------------- | -------------------- | ---------------------- | -------------------- |
| Kamil Dembiec (PSG Stal Nysa)                           | [ 150 ]              | Alexander Berger (GKS Katowice)                       | [ 151 ]              | Wojciech Ferens        | [ 152 ]              |
| Mathijs Desmet (Sonepar Padova)                         | [ 153 ]              | Dominik Czerny (MCKiS Jaworzno)                       | [ 151 ]              | Maksymilian Granieczny | [ 154 ]              |
| Marcin Kania (Bogdanka LUK Lublin)                      | [ 155 ]              | Danilo Gelinski (Arago de Sète)                       | [ 156 ]              | Kamil Kwasowski        | [ 152 ]              |
| Chizoba Neves (Nantes Rezé MV)                          |                      | Jake Hanes (Berlin Recycling Volleys)                 | [ 156 ]              | Seweryn Lipiński       | [ 157 ]              |
| Przemysław Stępień (Grupa Azoty ZAKSA Kędzierzyn-Koźle) | [ 158 ]              | Kajetan Kubicki (ZAKSA Kędzierzyn-Koźle)              | [ 151 ]              | Adam Lorenc            | [ 159 ]              |
| Robert Täht (Berlin Recycling Volleys)                  | [ 160 ]              | Mateusz Masłowski (Steam Hemarpol Norwid Częstochowa) | [ 156 ]              | Jakub Strulak          | [ 157 ]              |
| Vuk Todorović (Enea Czarni Radom)                       | [ 161 ]              | Paweł Pietraszko (Trefl Gdańsk)                       | [ 162 ]              | Hubert Węgrzyn         | [ 157 ]              |

| GKS Katowice                                         | GKS Katowice | GKS Katowice                                           | GKS Katowice | GKS Katowice        | GKS Katowice |
| Przychodzą                                           | Przychodzą   | Odchodzą                                               | Odchodzą     | Zostają             | Zostają      |
| ---------------------------------------------------- | ------------ | ------------------------------------------------------ | ------------ | ------------------- | ------------ |
| Alexander Berger (KGHM Cuprum Lubin)                 | [ 163 ]      | Sebastian Adamczyk (Steam Hemarpol Norwid Częstochowa) | [ 164 ]      | Damian Domagała     | [ 165 ]      |
| Aymen Bouguerra (Exact Systems Hemarpol Częstochowa) | [ 166 ]      | Jakub Jarosz (Trefl Gdańsk)                            | [ 167 ]      | Piotr Fenoszyn      | [ 168 ]      |
| Krzysztof Gibek (KKS Mickiewicz Kluczbork)           | [ 169 ]      | Jonas Kvalen (KFUM Volda)                              | [ 170 ]      | Bartłomiej Krulicki | [ 171 ]      |
| Bartosz Gomułka (Enea Czarni Radom)                  | [ 172 ]      | Wiktor Mielczarek (KKS Mickiewicz Kluczbork)           | [ 170 ]      | Bartosz Mariański   | [ 173 ]      |
| Damian Hudzik (Bogdanka LUK Lublin)                  | [ 174 ]      | Davide Saitta (Cosedil Acicastello)                    | [ 175 ]      | Dawid Ogórek        | [ 176 ]      |
| Jewhenij Kisiluk (Epicentr-Podolany Horodok)         | [ 177 ]      | Lukáš Vašina (Asseco Resovia Rzeszów)                  | [ 170 ]      | Łukasz Usowicz      | [ 178 ]      |
| Joshua Tuaniga (Indykpol AZS Olsztyn)                | [ 179 ]      | Marcin Waliński (Jastrzębski Węgiel)                   | [ 170 ]      | Maciej Wóz          | [ 180 ]      |
| W trakcie sezonu                                     |              |                                                        |              |                     |              |
| Patryk Waloch (CM Soleus KS Rudziniec)               | [ 181 ]      | Alexander Berger (Belluno Volley)                      | [ 182 ]      |                     |              |
|                                                      |              | Łukasz Usowicz (Sir Safety Vim Perugia)                | [ 183 ]      |                     |              |
|                                                      |              | Dawid Ogórek (Asseco Resovia Rzeszów)                  |              |                     |              |

| Indykpol AZS Olsztyn                            | Indykpol AZS Olsztyn | Indykpol AZS Olsztyn                     | Indykpol AZS Olsztyn | Indykpol AZS Olsztyn | Indykpol AZS Olsztyn |
| Przychodzą                                      | Przychodzą           | Odchodzą                                 | Odchodzą             | Zostają              | Zostają              |
| ----------------------------------------------- | -------------------- | ---------------------------------------- | -------------------- | -------------------- | -------------------- |
| Paweł Cieślik (BKS Visła Proline Bydgoszcz)     | [ 184 ]              | Cezary Sapiński (Asseco Resovia Rzeszów) | [ 185 ]              | Manuel Armoa         | [ 186 ]              |
| Daniel Gąsior (Aluron CMC Warta Zawiercie)      | [ 187 ]              | Alan Souza (Toray Arrows)                | [ 188 ]              | Jakub Ciunajtis      | [ 189 ]              |
| Jan Hadrava (Galatasaray HDI Sigorta)           | [ 190 ]              | Joshua Tuaniga (GKS Katowice)            | [ 191 ]              | Kuba Hawryluk        | [ 192 ]              |
| Szymon Patecki (AZS UWM Olsztyn – juniorzy)     | [ 193 ]              |                                          |                      | Szymon Jakubiszak    | [ 194 ]              |
| Kacper Sienkiewicz (AZS UWM Olsztyn – juniorzy) | [ 193 ]              |                                          |                      | Mateusz Janikowski   | [ 195 ]              |
| Eemi Tervaportti (Epicentr-Podolany Horodok)    | [ 196 ]              |                                          |                      | Karol Jankiewicz     | [ 197 ]              |
|                                                 |                      |                                          |                      | Moritz Karlitzek     | [ 198 ]              |
|                                                 |                      |                                          |                      | Jakub Majchrzak      | [ 199 ]              |
|                                                 |                      |                                          |                      | Dawid Siwczyk        | [ 200 ]              |
|                                                 |                      |                                          |                      | Nicolas Szerszeń     | [ 201 ]              |
|                                                 |                      |                                          |                      | Kamil Szymendera     | [ 192 ]              |

| JSW Jastrzębski Węgiel                                 | JSW Jastrzębski Węgiel | JSW Jastrzębski Węgiel                            | JSW Jastrzębski Węgiel | JSW Jastrzębski Węgiel | JSW Jastrzębski Węgiel |
| Przychodzą                                             | Przychodzą             | Odchodzą                                          | Odchodzą               | Zostają                | Zostają                |
| ------------------------------------------------------ | ---------------------- | ------------------------------------------------- | ---------------------- | ---------------------- | ---------------------- |
| Anton Brehme (Valsa Group Modena)                      | [ 202 ]                | Jurij Hładyr (Aluron CMC Warta Zawiercie)         | [ 203 ]                | Norbert Huber          | [ 204 ]                |
| Timothée Carle (Berlin Recycling Volleys)              | [ 205 ]                | Mateusz Jóźwik (Zamalek SC)                       | [ 206 ]                | Tomasz Fornal          | [ 207 ]                |
| Juan Ignacio Finoli (CV Guaguas Las Palmas)            | [ 208 ]                | Moustapha M’Baye (Trefl Gdańsk)                   | [ 209 ]                | Jakub Popiwczak        | [ 210 ]                |
| Jakub Jurczyk (Akademia Talentów Jastrzębskiego Węgla) | [ 211 ]                | Jarosław Macionczyk (koniec kariery)              | [ 212 ]                | Benjamin Toniutti      | [ 213 ]                |
| Łukasz Kaczmarek (Grupa Azoty ZAKSA Kędzierzyn-Koźle)  | [ 214 ]                | Bartosz Makoś (Steam Hemarpol Norwid Częstochowa) | [ 215 ]                |                        |                        |
| Mateusz Kufka (Enea Czarni Radom)                      | [ 216 ]                | Adrian Markiewicz (Aluron CMC Warta Zawiercie)    | [ 217 ]                |                        |                        |
| Luciano Vicentín (Ziraat Bankkart)                     | [ 218 ]                | Jean Patry (Galatasaray HDI Sigorta)              | [ 219 ]                |                        |                        |
| Marcin Waliński (GKS Katowice)                         | [ 220 ]                | Ryan Sclater (Tours VB)                           | [ 221 ]                |                        |                        |
| Jordan Zaleszczyk (Trefl Gdańsk)                       | [ 222 ]                | Marko Sedlaček (Sonepar Padova)                   | [ 223 ]                |                        |                        |
| Arkadiusz Żakieta (Ślepsk Malow Suwałki)               | [ 224 ]                | Edvīns Skrūders (AO Foinikas Syros)               | [ 225 ]                |                        |                        |
|                                                        |                        | Rafał Szymura (ZAKSA Kędzierzyn-Koźle)            | [ 226 ]                |                        |                        |

| Nowak-Mosty MKS Będzin                                   | Nowak-Mosty MKS Będzin | Nowak-Mosty MKS Będzin                             | Nowak-Mosty MKS Będzin | Nowak-Mosty MKS Będzin | Nowak-Mosty MKS Będzin |
| Przychodzą                                               | Przychodzą             | Odchodzą                                           | Odchodzą               | Zostają                | Zostają                |
| -------------------------------------------------------- | ---------------------- | -------------------------------------------------- | ---------------------- | ---------------------- | ---------------------- |
| Adrian Kopij (BBTS Bielsko-Biała)                        | [ 227 ]                | Jakub Kaliszuk (AZS AGH Kraków)                    | [ 228 ]                | Dominik Depowski       | [ 229 ]                |
| Filip Popiwczak (Akademia Talentów Jastrzębskiego Węgla) | [ 230 ]                | Marcin Krawiecki (Ślepsk Malow Suwałki)            | [ 228 ]                | Brandon Koppers        | [ 231 ]                |
| Damian Schulz (Bogdanka LUK Lublin)                      | [ 232 ]                | Fabian Majcherski (Trefl Gdańsk)                   | [ 228 ]                | Maciej Olenderek       | [ 233 ]                |
| Mateusz Szpernalowski (PSG KPS Siedlce)                  | [ 234 ]                | Jakub Olszewski (ChKS Chełm)                       | [ 228 ]                | Grzegorz Pająk         | [ 235 ]                |
| Patryk Szwaradzki (Bogdanka Arka Chełm)                  | [ 236 ]                | Bartosz Pietruczuk (BBTS Bielsko-Biała)            | [ 228 ]                | Artur Ratajczak        | [ 237 ]                |
| Luka Tadić (Partizan Efbet Belgrad)                      | [ 238 ]                | Daniel Popiela (Steam Hemarpol Norwid Częstochowa) | [ 228 ]                | Mateusz Siwicki        | [ 239 ]                |
| Wałerij Todua (Nice VB)                                  | [ 240 ]                | Mateusz Rećko (ZAKSA Kędzierzyn-Koźle)             | [ 228 ]                |                        |                        |
| Bartłomiej Wójcik (PSG KPS Siedlce)                      | [ 241 ]                | Łukasz Swodczyk (Bogdanka Arka Chełm)              | [ 228 ]                |                        |                        |
| W trakcie sezonu                                         |                        |                                                    |                        |                        |                        |
| Kamil Maruszczyk (Gwardia Wrocław)                       | [ 242 ]                | Adrian Kopij (Lechia Tomaszów Mazowiecki)          | [ 243 ]                |                        |                        |

| PGE GiEK Skra Bełchatów                      | PGE GiEK Skra Bełchatów | PGE GiEK Skra Bełchatów                                 | PGE GiEK Skra Bełchatów | PGE GiEK Skra Bełchatów | PGE GiEK Skra Bełchatów |
| Przychodzą                                   | Przychodzą              | Odchodzą                                                | Odchodzą                | Zostają                 | Zostają                 |
| -------------------------------------------- | ----------------------- | ------------------------------------------------------- | ----------------------- | ----------------------- | ----------------------- |
| Rafał Buszek (Enea Czarni Radom)             | [ 244 ]                 | Adrian Aciobăniței (On Hotels Alanya Belediyespor)      | [ 245 ]                 | Bartłomiej Lemański     | [ 246 ]                 |
| David Dinculescu (CSM Constanța)             | [ 247 ]                 | Pierre Derouillon (Paris Volley)                        | [ 248 ]                 | Grzegorz Łomacz         | [ 249 ]                 |
| Amin Esma’ilneżad (Rana Verona)              | [ 250 ]                 | Benjamin Diez (Sonepar Padova)                          | [ 251 ]                 | Kajetan Marek           | [ 252 ]                 |
| Miran Kujundžić (Galatasaray HDI Sigorta)    | [ 253 ]                 | Dawid Konarski (Al Nassr)                               | [ 254 ]                 | Mateusz Nowak           | [ 255 ]                 |
| Pavle Perić (Cisterna Volley)                | [ 256 ]                 | Przemysław Kupka (Hypo Tirol Volleyballteam)            | [ 257 ]                 | Wiktor Nowak            | [ 258 ]                 |
| Michał Szalacha (Aluron CMC Warta Zawiercie) | [ 259 ]                 | Bartłomiej Lipiński (Steam Hemarpol Norwid Częstochowa) | [ 260 ]                 | Łukasz Wiśniewski       | [ 261 ]                 |
| Žiga Štern (Ślepsk Malow Suwałki)            | [ 262 ]                 | Ilija Petkow (Spacer's Toulouse Volley)                 | [ 263 ]                 |                         |                         |
| Krystian Walczak (Montana)                   | [ 264 ]                 | Mateusz Poręba (ZAKSA Kędzierzyn-Koźle)                 | [ 265 ]                 |                         |                         |
|                                              |                         | Jakub Rybicki (bez klubu)                               | [ 266 ]                 |                         |                         |
| W trakcie sezonu                             |                         |                                                         |                         |                         |                         |
| Radosław Parapunow (CSKA Sofia)              | [ 267 ]                 | Krystian Walczak (Ansan OK Savings Bank OKman)          | [ 268 ]                 |                         |                         |

| PGE Projekt Warszawa                          | PGE Projekt Warszawa | PGE Projekt Warszawa                    | PGE Projekt Warszawa | PGE Projekt Warszawa | PGE Projekt Warszawa |
| Przychodzą                                    | Przychodzą           | Odchodzą                                | Odchodzą             | Zostają              | Zostają              |
| --------------------------------------------- | -------------------- | --------------------------------------- | -------------------- | -------------------- | -------------------- |
| Tobias Brand (Bogdanka LUK Lublin)            | [ 269 ]              | Taylor Averill (Mint Vero Volley Monza) | [ 270 ]              | Bartłomiej Bołądź    | [ 271 ]              |
| Jakub Kochanowski (Asseco Resovia Rzeszów)    | [ 272 ]              | Igor Grobelny (ZAKSA Kędzierzyn-Koźle)  | [ 273 ]              | Karol Borkowski      |                      |
| Michał Kozłowski (Aluron CMC Warta Zawiercie) | [ 274 ]              | Srećko Lisinac (bez klubu)              | [ 275 ]              | Jan Firlej           | [ 276 ]              |
|                                               |                      | Piotr Nowakowski (bez klubu)            | [ 277 ]              | Jędrzej Gruszczyński |                      |
|                                               |                      | Maciej Stępień (koniec kariery)         | [ 278 ]              | Jakub Kowalczyk      | [ 279 ]              |
|                                               |                      |                                         |                      | Jurij Semeniuk       |                      |
|                                               |                      |                                         |                      | Artur Szalpuk        | [ 280 ]              |
|                                               |                      |                                         |                      | Kévin Tillie         | [ 281 ]              |
|                                               |                      |                                         |                      | Linus Weber          | [ 282 ]              |
|                                               |                      |                                         |                      | Damian Wojtaszek     | [ 283 ]              |
|                                               |                      |                                         |                      | Andrzej Wrona        | [ 284 ]              |

| PSG Stal Nysa                                     | PSG Stal Nysa | PSG Stal Nysa                                    | PSG Stal Nysa | PSG Stal Nysa       | PSG Stal Nysa |
| Przychodzą                                        | Przychodzą    | Odchodzą                                         | Odchodzą      | Zostają             | Zostają       |
| ------------------------------------------------- | ------------- | ------------------------------------------------ | ------------- | ------------------- | ------------- |
| Dawid Dulski (Exact Systems Hemarpol Częstochowa) | [ 285 ]       | Kamil Dembiec (Cuprum Stilon Gorzów)             | [ 286 ]       | Jakub Abramowicz    | [ 287 ]       |
| Kellian Motta Paes (Paris Volley)                 | [ 288 ]       | Maciej Muzaj (Tokio Great Bears)                 | [ 286 ]       | Zouheir El Graoui   | [ 289 ]       |
| Jakub Olejniczak (Akademia Siatkówki Stal Nysa)   | [ 290 ]       | Tsimafei Zhukouski (Yuasa Battery Grottazzolina) | [ 291 ]       | Michał Gierżot      | [ 292 ]       |
|                                                   |               |                                                  |               | Konrad Jankowski    | [ 287 ]       |
|                                                   |               |                                                  |               | Remigiusz Kapica    | [ 293 ]       |
|                                                   |               |                                                  |               | Kamil Kosiba        | [ 294 ]       |
|                                                   |               |                                                  |               | Dominik Kramczyński | [ 287 ]       |
|                                                   |               |                                                  |               | Patryk Szczurek     | [ 295 ]       |
|                                                   |               |                                                  |               | Kamil Szymura       | [ 296 ]       |
|                                                   |               |                                                  |               | Wojciech Włodarczyk | [ 297 ]       |
|                                                   |               |                                                  |               | Nicolás Zerba       | [ 298 ]       |

| Steam Hemarpol Norwid Częstochowa             | Steam Hemarpol Norwid Częstochowa | Steam Hemarpol Norwid Częstochowa             | Steam Hemarpol Norwid Częstochowa | Steam Hemarpol Norwid Częstochowa | Steam Hemarpol Norwid Częstochowa |
| Przychodzą                                    | Przychodzą                        | Odchodzą                                      | Odchodzą                          | Zostają                           | Zostają                           |
| --------------------------------------------- | --------------------------------- | --------------------------------------------- | --------------------------------- | --------------------------------- | --------------------------------- |
| Sebastian Adamczyk (GKS Katowice)             | [ 299 ]                           | Aymen Bouguerra (GKS Katowice)                | [ 300 ]                           | Mateusz Borkowski                 | [ 301 ]                           |
| Milad Ebadipur (Ural Ufa)                     | [ 302 ]                           | Dawid Dulski (PSG Stal Nysa)                  | [ 300 ]                           | Damian Kogut                      | [ 303 ]                           |
| Patrik Indra (Chaumont VB 52 Haute-Marne)     | [ 304 ]                           | Oskar Espeland (SVG Lüneburg)                 | [ 305 ]                           | Tomasz Kowalski                   | [ 306 ]                           |
| Quinn Isaacson (Saint-Nazaire VBA)            | [ 307 ]                           | Piotr Hain (bez klubu)                        | [ 300 ]                           | Bartosz Schmidt                   | [ 308 ]                           |
| Bartłomiej Lipiński (PGE GiEK Skra Bełchatów) | [ 309 ]                           | Bartłomiej Janus (KKS Mickiewicz Kluczbork)   | [ 300 ]                           |                                   |                                   |
| Bartosz Makoś (Jastrzębski Węgiel)            | [ 310 ]                           | Marcin Jaskuła (KKS Mickiewicz Kluczbork)     | [ 300 ]                           |                                   |                                   |
| Mateusz Masłowski (KGHM Cuprum Lubin)         | [ 311 ]                           | Kaleb Jenness (Savo Volley)                   | [ 312 ]                           |                                   |                                   |
| Daniel Popiela (MKS Będzin)                   | [ 313 ]                           | Byron Keturakis (Al Jazira Club)              | [ 300 ]                           |                                   |                                   |
| Damian Radziwon (BKS Visła Proline Bydgoszcz) | [ 314 ]                           | Łukasz Rymarski (BKS Visła Proline Bydgoszcz) | [ 300 ]                           |                                   |                                   |
| Artur Sługocki (MCKiS Jaworzno)               | [ 315 ]                           | Rafał Sobański (Trefl Gdańsk)                 | [ 300 ]                           |                                   |                                   |
|                                               |                                   | Sho Takahashi (bez klubu)                     | [ 300 ]                           |                                   |                                   |
| W trakcie sezonu                              |                                   |                                               |                                   |                                   |                                   |
| Łukasz Żygadło (dyrektor sportowy Norwida)    | [ 316 ]                           |                                               |                                   |                                   |                                   |

| Ślepsk Malow Suwałki                            | Ślepsk Malow Suwałki | Ślepsk Malow Suwałki                   | Ślepsk Malow Suwałki   | Ślepsk Malow Suwałki | Ślepsk Malow Suwałki |
| Przychodzą                                      | Przychodzą           | Odchodzą                               | Odchodzą               | Zostają              | Zostają              |
| ----------------------------------------------- | -------------------- | -------------------------------------- | ---------------------- | -------------------- | -------------------- |
| Henrique Honorato (Joinville Vôlei)             | [ 317 ]              | Maksim Buculjević (Altekma)            | [ 318 ]                | Mateusz Czunkiewicz  | [ 319 ]              |
| Quentin Jouffroy (Plessis Robinson VB)          | [ 320 ]              | Paweł Filipowicz (WKS Czarni Radom)    | [ 318 ]                | Bartosz Filipiak     | [ 321 ]              |
| Marcin Krawiecki (MKS Będzin)                   | [ 322 ]              | Ernest Kaciczak (Astra Nowa Sól)       | [ 318 ]                | Bartosz Firszt       | [ 317 ]              |
| Jakub Kubacki (SMS PZPS Spała)                  | [ 323 ]              | Łukasz Rudzewicz (Necko Augustów)      | [ 318 ]                | Joaquín Gallego      | [ 320 ]              |
| Antoni Kwasigroch (BKS Visła Proline Bydgoszcz) | [ 324 ]              | Žiga Štern (PGE GiEK Skra Bełchatów)   | [ 318 ]                | Paweł Halaba         | [ 317 ]              |
| Damian Wierzbicki (PZL Leonardo Avia Świdnik)   | [ 325 ]              | Arkadiusz Żakieta (Jastrzębski Węgiel) | [ 318 ]                | Jakub Macyra         | [ 326 ]              |
|                                                 |                      |                                        |                        | Matías Sánchez       | [ 327 ]              |
|                                                 |                      |                                        |                        | Konrad Stajer        | [ 328 ]              |
| W trakcie sezonu                                |                      |                                        |                        |                      |                      |
| Ǵorǵi Ǵorǵiew (Hatay Büyükşehir Belediyespor)   | [ 329 ]              | Ǵorǵi Ǵorǵiew (Türşad)                 | Ǵorǵi Ǵorǵiew (Türşad) |                      |                      |

| Trefl Gdańsk                                        | Trefl Gdańsk | Trefl Gdańsk                              | Trefl Gdańsk | Trefl Gdańsk       | Trefl Gdańsk |
| Przychodzą                                          | Przychodzą   | Odchodzą                                  | Odchodzą     | Zostają            | Zostają      |
| --------------------------------------------------- | ------------ | ----------------------------------------- | ------------ | ------------------ | ------------ |
| Rafał Faryna (CUK Anioły Toruń)                     | [ 330 ]      | Jan Martínez Franchi (Tourcoing LM)       | [ 331 ]      | Jakub Czerwiński   | [ 332 ]      |
| Jakub Jarosz (GKS Katowice)                         | [ 333 ]      | Patryk Niemiec (Asseco Resovia Rzeszów)   | [ 334 ]      | Kamil Droszyński   | [ 335 ]      |
| Gijs Jorna (Epicentr-Podolany Horodok)              | [ 336 ]      | Dawid Pawlun (VC Greenyard Maaseik)       | [ 337 ]      | Janusz Gałązka     | [ 332 ]      |
| Moustapha M’Baye (Jastrzębski Węgiel)               | [ 338 ]      | Dawid Pruszkowski (Tectum Achel)          | [ 339 ]      | Lukas Kampa        | [ 340 ]      |
| Fabian Majcherski (MKS Będzin)                      | [ 341 ]      | Kewin Sasak (Bogdanka LUK Lublin)         | [ 334 ]      | Voitto Köykkä      |              |
| Bartłomiej Mordyl (Asseco Resovia Rzeszów)          | [ 342 ]      | Mikołaj Sawicki (Bogdanka LUK Lublin)     | [ 331 ]      | Alaksiej Nasiewicz | [ 343 ]      |
| Paweł Pietraszko (KGHM Cuprum Lubin)                | [ 344 ]      | Karol Urbanowicz (ZAKSA Kędzierzyn-Koźle) | [ 345 ]      | Piotr Orczyk       | [ 346 ]      |
| Rafał Sobański (Exact Systems Hemarpol Częstochowa) | [ 347 ]      | Jordan Zaleszczyk (Jastrzębski Węgiel)    | [ 339 ]      |                    |              |
| W trakcie sezonu                                    |              |                                           |              |                    |              |
|                                                     |              | Rafał Faryna (Neftochimik 2010 Burgas)    | [ 348 ]      |                    |              |

| ZAKSA Kędzierzyn-Koźle                   | ZAKSA Kędzierzyn-Koźle | ZAKSA Kędzierzyn-Koźle                    | ZAKSA Kędzierzyn-Koźle | ZAKSA Kędzierzyn-Koźle | ZAKSA Kędzierzyn-Koźle |
| Przychodzą                               | Przychodzą             | Odchodzą                                  | Odchodzą               | Zostają                | Zostają                |
| ---------------------------------------- | ---------------------- | ----------------------------------------- | ---------------------- | ---------------------- | ---------------------- |
| Igor Grobelny (Projekt Warszawa)         | [ 349 ]                | Korneliusz Banach (SCMU Craiova)          | [ 350 ]                | Daniel Chițigoi        | [ 351 ]                |
| Kajetan Kubicki (KGHM Cuprum Lubin)      | [ 352 ]                | Bartosz Bednorz (Asseco Resovia Rzeszów)  | [ 353 ]                | Marcin Janusz          | [ 354 ]                |
| Bartosz Kurek (Wolf Dogs Nagoya)         | [ 355 ]                | Mateusz Biernat (VK Ostrava)              | [ 353 ]                | Erik Shoji             | [ 356 ]                |
| Maciej Nowowsiak (Enea Czarni Radom)     | [ 357 ]                | Radosław Gil (zakończenie kariery)        | [ 353 ]                | David Smith            | [ 358 ]                |
| Mateusz Poręba (PGE GiEK Skra Bełchatów) | [ 359 ]                | Łukasz Kaczmarek (Jastrzębski Węgiel)     | [ 360 ]                | Jakub Szymański        | [ 351 ]                |
| Mateusz Rećko (MKS Będzin)               | [ 361 ]                | Bartłomiej Kluth (WKS Czarni Radom)       | [ 362 ]                | Andreas Takvam         | [ 363 ]                |
| Rafał Szymura (Jastrzębski Węgiel)       | [ 364 ]                | Dmytro Paszycki (bez klubu)               | [ 353 ]                |                        |                        |
| Karol Urbanowicz (Trefl Gdańsk)          | [ 365 ]                | Aleksander Śliwka (Suntory Sunbirds)      | [ 360 ]                |                        |                        |
|                                          |                        | Przemysław Stępień (Cuprum Stilon Gorzów) | [ 353 ]                |                        |                        |
|                                          |                        | Twan Wiltenburg (Narbonne Volley)         | [ 353 ]                |                        |                        |
|                                          |                        | Wojciech Żaliński (zakończenie kariery)   | [ 353 ]                |                        |                        |

Źródło: 

## Składy drużyn
| Aluron CMC Warta Zawiercie | Aluron CMC Warta Zawiercie     | Aluron CMC Warta Zawiercie | Aluron CMC Warta Zawiercie | Aluron CMC Warta Zawiercie |
| Nr                         | Imię i nazwisko                | Data ur.                   | Wzrost                     | Pozycja                    |
| -------------------------- | ------------------------------ | -------------------------- | -------------------------- | -------------------------- |
| 2                          | Bartosz Kwolek                 | 17.07.1997                 | 193                        | przyjmujący                |
| 3                          | Aaron Russell                  | 04.06.1993                 | 205                        | przyjmujący                |
| 4                          | Luke Perry                     | 20.11.1995                 | 180                        | libero                     |
| 5                          | Miłosz Zniszczoł               | 02.07.1986                 | 200                        | środkowy                   |
| 7                          | Szymon Gregorowicz             | 07.03.1994                 | 183                        | libero                     |
| 9                          | Georg Grozer (od 02.05.2025)   | 27.11.1984                 | 201                        | atakujący                  |
| 11                         | Jakub Nowosielski              | 11.02.1993                 | 193                        | rozgrywający               |
| 12                         | Adrian Markiewicz              | 12.04.2002                 | 213                        | środkowy                   |
| 13                         | Jurij Hładyr                   | 08.07.1984                 | 202                        | środkowy                   |
| 15                         | Miguel Tavares                 | 02.03.1993                 | 191                        | rozgrywający               |
| 20                         | Mateusz Bieniek                | 05.04.1994                 | 210                        | środkowy                   |
| 21                         | Karol Butryn                   | 18.06.1993                 | 193                        | atakujący                  |
| 55                         | Kyle Ensing                    | 06.03.1997                 | 201                        | atakujący                  |
| 30                         | Mobin Nasri                    | 07.01.2003                 | 202                        | przyjmujący                |
| 99                         | Patryk Łaba                    | 30.07.1991                 | 188                        | przyjmujący                |
| Odeszli w trakcie sezonu   |                                |                            |                            |                            |
| 27                         | Wiktor Rajsner (do 26.01.2025) | 27.11.1999                 | 204                        | środkowy                   |
| Michał Winiarski           | Michał Winiarski               | I trener                   | I trener                   | I trener                   |
| Paweł Rusek                | Paweł Rusek                    | Asystent trenera           | Asystent trenera           | Asystent trenera           |
| Źródło:                    |                                |                            |                            |                            |

| Asseco Resovia Rzeszów            | Asseco Resovia Rzeszów            | Asseco Resovia Rzeszów | Asseco Resovia Rzeszów | Asseco Resovia Rzeszów |
| Nr                                | Imię i nazwisko                   | Data ur.               | Wzrost                 | Pozycja                |
| --------------------------------- | --------------------------------- | ---------------------- | ---------------------- | ---------------------- |
| 1                                 | Patryk Niemiec                    | 18.02.1997             | 202                    | środkowy               |
| 2                                 | Dawid Woch                        | 16.05.1997             | 200                    | środkowy               |
| 4                                 | Krzysztof Rejno                   | 22.02.1993             | 203                    | środkowy               |
| 5                                 | Jakub Bucki                       | 13.08.1988             | 197                    | atakujący              |
| 6                                 | Karol Kłos                        | 08.08.1989             | 201                    | środkowy               |
| 8                                 | Adrian Staszewski                 | 31.05.1990             | 196                    | przyjmujący            |
| 9                                 | Stéphen Boyer                     | 10.04.1996             | 196                    | atakujący              |
| 10                                | Bartosz Bednorz                   | 25.07.1994             | 201                    | przyjmujący            |
| 11                                | Lukáš Vašina                      | 06.07.1999             | 198                    | przyjmujący            |
| 13                                | Michał Potera                     | 06.03.1988             | 183                    | libero                 |
| 15                                | Łukasz Kozub                      | 03.11.1997             | 186                    | rozgrywający           |
| 16                                | Paweł Zatorski                    | 21.06.1990             | 184                    | libero                 |
| 18                                | Klemen Čebulj                     | 21.02.1992             | 202                    | przyjmujący            |
| 20                                | Gregor Ropret                     | 01.03.1989             | 192                    | rozgrywający           |
| 25                                | Cezary Sapiński                   | 28.09.1994             | 203                    | środkowy               |
| 37                                | Dawid Ogórek (od 11.12.2024)      | 30.07.1990             | 193                    | libero                 |
| Tuomas Sammelvuo                  | Tuomas Sammelvuo                  | I trener               | I trener               | I trener               |
| Alfredo Martilotti i Olieg Achrem | Alfredo Martilotti i Olieg Achrem | Asystenci trenera      | Asystenci trenera      | Asystenci trenera      |
| Źródło:                           |                                   |                        |                        |                        |

| Barkom-Każany Lwów            | Barkom-Każany Lwów            | Barkom-Każany Lwów | Barkom-Każany Lwów | Barkom-Każany Lwów |
| Nr                            | Imię i nazwisko               | Data ur.           | Wzrost             | Pozycja            |
| ----------------------------- | ----------------------------- | ------------------ | ------------------ | ------------------ |
| 2                             | Illa Kowalow                  | 31.08.1996         | 198                | przyjmujący        |
| 3                             | Lorenzo Pope                  | 06.12.2001         | 205                | przyjmujący        |
| 4                             | Ołeh Szewczenko               | 08.01.1993         | 194                | przyjmujący        |
| 6                             | Santeri Välimaa               | 11.01.2001         | 192                | rozgrywający       |
| 9                             | Rune Fasteland                | 17.12.1995         | 206                | środkowy           |
| 11                            | Märt Tammearu                 | 17.03.2001         | 198                | przyjmujący        |
| 12                            | Władysław Szczurow            | 27.04.2001         | 208                | środkowy           |
| 13                            | Wasyl Tupczij                 | 13.01.1992         | 196                | atakujący          |
| 17                            | Deniss Petrovs                | 31.08.1986         | 188                | rozgrywający       |
| 19                            | Andrij Rohożyn                | 13.07.1997         | 200                | środkowy           |
| 21                            | Jarosław Pampuszko            | 11.11.2001         | 178                | libero             |
| 23                            | Tymur Cmokało                 | 23.12.2003         | 197                | przyjmujący        |
| 29                            | Andrij Szwiec                 | 12.05.2005         | 206                | środkowy           |
| Uģis Krastiņš                 | Uģis Krastiņš                 | I trener           | I trener           | I trener           |
| Artūrs Tinte i Kacper Nowicki | Artūrs Tinte i Kacper Nowicki | Asystent trenera   | Asystent trenera   | Asystent trenera   |
| Źródło:                       |                               |                    |                    |                    |

| Bogdanka LUK Lublin                      | Bogdanka LUK Lublin                      | Bogdanka LUK Lublin | Bogdanka LUK Lublin | Bogdanka LUK Lublin |
| Nr                                       | Imię i nazwisko                          | Data ur.            | Wzrost              | Pozycja             |
| ---------------------------------------- | ---------------------------------------- | ------------------- | ------------------- | ------------------- |
| 1                                        | Jan Nowakowski                           | 17.05.1994          | 202                 | środkowy            |
| 4                                        | Marcin Komenda                           | 24.05.1996          | 198                 | rozgrywający        |
| 5                                        | Mikołaj Sawicki                          | 23.11.1999          | 198                 | przyjmujący         |
| 6                                        | Mateusz Malinowski                       | 06.05.1992          | 197                 | atakujący           |
| 7                                        | Jakub Wachnik                            | 16.02.1993          | 202                 | przyjmujący         |
| 9                                        | Wilfredo León                            | 31.07.1993          | 201                 | przyjmujący         |
| 10                                       | Mikołaj Słotarski                        | 02.10.2002          | 186                 | rozgrywający        |
| 11                                       | Aleks Grozdanow                          | 28.03.1998          | 206                 | środkowy            |
| 16                                       | Maciej Czyrek                            | 17.12.2000          | 183                 | libero              |
| 17                                       | Thales Hoss                              | 27.04.1989          | 190                 | libero              |
| 20                                       | Maciej Zając                             | 05.03.2003          | 198                 | środkowy            |
| 21                                       | Bennie Tuinstra                          | 13.09.2000          | 195                 | przyjmujący         |
| 33                                       | Fynnian McCarthy                         | 04.12.1999          | 203                 | środkowy            |
| 35                                       | Kewin Sasak                              | 17.09.1997          | 207                 | atakujący           |
| Massimo Botti                            | Massimo Botti                            | Trener              | Trener              | Trener              |
| Maciej Kołodziejczyk i Arkadiusz Grzelak | Maciej Kołodziejczyk i Arkadiusz Grzelak | Asystenci trenera   | Asystenci trenera   | Asystenci trenera   |
| Źródło:                                  |                                          |                     |                     |                     |

| Cuprum Stilon Gorzów | Cuprum Stilon Gorzów   | Cuprum Stilon Gorzów | Cuprum Stilon Gorzów | Cuprum Stilon Gorzów |
| Nr                   | Imię i nazwisko        | Data ur.             | Wzrost               | Pozycja              |
| -------------------- | ---------------------- | -------------------- | -------------------- | -------------------- |
| 1                    | Hubert Węgrzyn         | 06.01.2000           | 200                  | środkowy             |
| 4                    | Seweryn Lipiński       | 01.01.2001           | 200                  | środkowy             |
| 5                    | Wojciech Ferens        | 05.04.1991           | 194                  | przyjmujący          |
| 6                    | Adam Lorenc            | 30.10.1998           | 197                  | atakujący            |
| 9                    | Robert Täht            | 15.08.1993           | 191                  | przyjmujący          |
| 10                   | Mathijs Desmet         | 28.01.2000           | 198                  | przyjmujący          |
| 11                   | Marcin Kania           | 14.02.1996           | 203                  | środkowy             |
| 16                   | Chizoba Neves          | 25.07.1997           | 200                  | atakujący            |
| 18                   | Maksymilian Granieczny | 07.07.2005           | 177                  | libero               |
| 21                   | Kamil Kwasowski        | 13.09.1990           | 199                  | przyjmujący          |
| 92                   | Kamil Dembiec          | 07.02.1992           | 178                  | libero               |
| 94                   | Przemysław Stępień     | 07.02.1994           | 185                  | rozgrywający         |
| 98                   | Vuk Todorović          | 23.04.1998           | 190                  | rozgrywający         |
| 99                   | Jakub Strulak          | 12.05.2001           | 210                  | środkowy             |
| Andrzej Kowal        | Andrzej Kowal          | I trener             | I trener             | I trener             |
| Tomasz Kowalski      | Tomasz Kowalski        | Asystent trenera     | Asystent trenera     | Asystent trenera     |
| Źródło:              |                        |                      |                      |                      |

| GKS Katowice                                                  | GKS Katowice                                                  | GKS Katowice     | GKS Katowice     | GKS Katowice     |
| Nr                                                            | Imię i nazwisko                                               | Data ur.         | Wzrost           | Pozycja          |
| ------------------------------------------------------------- | ------------------------------------------------------------- | ---------------- | ---------------- | ---------------- |
| 1                                                             | Bartłomiej Krulicki                                           | 15.09.1993       | 205              | środkowy         |
| 4                                                             | Bartosz Mariański                                             | 26.05.1992       | 187              | libero           |
| 5                                                             | Bartosz Gomułka                                               | 30.05.2002       | 202              | atakujący        |
| 6                                                             | Piotr Fenoszyn                                                | 31.08.1996       | 193              | rozgrywający     |
| 8                                                             | Krzysztof Gibek                                               | 02.07.1992       | 190              | przyjmujący      |
| 9                                                             | Aymen Bouguerra                                               | 01.11.2001       | 198              | przyjmujący      |
| 10                                                            | Damian Domagała                                               | 23.04.1998       | 200              | atakujący        |
| 16                                                            | Patryk Waloch (od 12.12.2024)                                 | 24.04.1995       | 176              | libero           |
| 21                                                            | Jewhenij Kisiluk                                              | 27.01.1995       | 197              | przyjmujący      |
| 27                                                            | Maciej Wóz                                                    | 31.10.2000       | 205              | środkowy         |
| 91                                                            | Joshua Tuaniga                                                | 18.03.1997       | 191              | rozgrywający     |
| 97                                                            | Damian Hudzik                                                 | 14.05.1998       | 204              | środkowy         |
| Odeszli w trakcie sezonu                                      |                                                               |                  |                  |                  |
| 12                                                            | Alexander Berger (do 07.03.2025)                              | 27.09.1988       | 194              | przyjmujący      |
| 23                                                            | Dawid Ogórek (do 08.12.2024)                                  | 30.07.1990       | 193              | libero           |
| 33                                                            | Łukasz Usowicz (do 03.03.2025)                                | 13.08.1997       | 203              | środkowy         |
| Grzegorz Słaby (do 18.11.2024) Emil Siewiorek (od 18.11.2024) | Grzegorz Słaby (do 18.11.2024) Emil Siewiorek (od 18.11.2024) | I trener         | I trener         | I trener         |
| Emil Siewiorek (do 18.11.2024)                                | Emil Siewiorek (do 18.11.2024)                                | Asystent trenera | Asystent trenera | Asystent trenera |
| Źródło:                                                       |                                                               |                  |                  |                  |

| Indykpol AZS Olsztyn | Indykpol AZS Olsztyn | Indykpol AZS Olsztyn | Indykpol AZS Olsztyn | Indykpol AZS Olsztyn |
| Nr | Imię i nazwisko | Data ur.             | Wzrost               | Pozycja              |
| --- | --- | -------------------- | -------------------- | -------------------- |
| 2 | Moritz Karlitzek | 12.08.1996           | 191                  | przyjmujący          |
| 5 | Karol Jankiewicz | 21.02.1996           | 185                  | rozgrywający         |
| 6 | Szymon Jakubiszak | 13.02.1998           | 208                  | środkowy             |
| 7 | Dawid Siwczyk | 13.06.1993           | 193                  | środkowy             |
| 9 | Nicolas Szerszeń | 31.12.1996           | 195                  | przyjmujący          |
| 10 | Jakub Majchrzak | 13.05.2004           | 206                  | środkowy             |
| 11 | Manuel Armoa | 01.12.2002           | 198                  | przyjmujący          |
| 12 | Kamil Szymendera | 30.04.2003           | 192                  | przyjmujący          |
| 13 | Kacper Sienkiewicz | 11.05.2005           | 202                  | atakujący            |
| 14 | Kuba Hawryluk | 08.09.2003           | 181                  | libero               |
| 15 | Jakub Ciunajtis | 06.09.1998           | 177                  | libero               |
| 17 | Mateusz Janikowski | 05.05.1999           | 201                  | przyjmujący          |
| 19 | Paweł Cieślik | 18.03.2000           | 197                  | środkowy             |
| 22 | Szymon Patecki | 04.04.2005           | 200                  | atakujący            |
| 41 | Eemi Tervaportti | 26.07.1989           | 193                  | rozgrywający         |
| 91 | Jan Hadrava | 03.06.1991           | 199                  | atakujący            |
| 99 | Daniel Gąsior | 09.01.1995           | 200                  | atakujący            |
| Trenerzy | |                      |                      |                      |
| Juan Manuel Barrial (do 12.10.2024) Marcin Mierzejewski (od 14.10.2024 do 4.02.2025) Daniel Pliński (od 10.02.2025)                              | Juan Manuel Barrial (do 12.10.2024) Marcin Mierzejewski (od 14.10.2024 do 4.02.2025) Daniel Pliński (od 10.02.2025)                              | Trener               | Trener               | Trener               |
| Dardo Muller (do 24.10.2024) Marcin Mierzejewski (do 14.10.2024) Kamil Sołoducha (od 24.10.2024 do 7.11.2024) Krzysztof Michalski (od 7.11.2024) | Dardo Muller (do 24.10.2024) Marcin Mierzejewski (do 14.10.2024) Kamil Sołoducha (od 24.10.2024 do 7.11.2024) Krzysztof Michalski (od 7.11.2024) | Asystenci trenera    | Asystenci trenera    | Asystenci trenera    |
| Źródło: | |                      |                      |                      |

| JSW Jastrzębski Węgiel                   | JSW Jastrzębski Węgiel                   | JSW Jastrzębski Węgiel | JSW Jastrzębski Węgiel | JSW Jastrzębski Węgiel |
| Nr                                       | Imię i nazwisko                          | Data ur.               | Wzrost                 | Pozycja                |
| ---------------------------------------- | ---------------------------------------- | ---------------------- | ---------------------- | ---------------------- |
| 1                                        | Marcin Waliński                          | 24.10.1990             | 196                    | przyjmujący            |
| 2                                        | Łukasz Kaczmarek                         | 29.06.1994             | 204                    | atakujący              |
| 3                                        | Jakub Popiwczak                          | 17.04.1996             | 180                    | libero                 |
| 5                                        | Arkadiusz Żakieta                        | 13.10.1992             | 197                    | atakujący              |
| 6                                        | Benjamin Toniutti                        | 30.10.1989             | 183                    | rozgrywający           |
| 7                                        | Luciano Vicentín                         | 04.04.2000             | 200                    | przyjmujący            |
| 9                                        | Timothée Carle                           | 30.11.1995             | 195                    | przyjmujący            |
| 10                                       | Juan Ignacio Finoli                      | 05.11.1991             | 189                    | rozgrywający           |
| 12                                       | Anton Brehme                             | 10.08.1999             | 206                    | środkowy               |
| 17                                       | Jakub Jurczyk                            | 17.02.2006             | 183                    | libero                 |
| 19                                       | Mateusz Kufka                            | 01.01.2003             | 204                    | środkowy               |
| 21                                       | Tomasz Fornal                            | 31.08.1997             | 200                    | przyjmujący            |
| 23                                       | Jordan Zaleszczyk                        | 23.04.2002             | 203                    | środkowy               |
| 99                                       | Norbert Huber                            | 14.08.1998             | 207                    | środkowy               |
| Marcelo Méndez                           | Marcelo Méndez                           | I trener               | I trener               | I trener               |
| Henrique Pereira Furtado Leszek Dejewski | Henrique Pereira Furtado Leszek Dejewski | Asystenci trenera      | Asystenci trenera      | Asystenci trenera      |
| Źródło:                                  |                                          |                        |                        |                        |

| Nowak-Mosty MKS Będzin                                       | Nowak-Mosty MKS Będzin                                       | Nowak-Mosty MKS Będzin | Nowak-Mosty MKS Będzin | Nowak-Mosty MKS Będzin |
| Nr                                                           | Imię i nazwisko                                              | Data ur.               | Wzrost                 | Pozycja                |
| ------------------------------------------------------------ | ------------------------------------------------------------ | ---------------------- | ---------------------- | ---------------------- |
| 2                                                            | Patryk Szwaradzki                                            | 27.06.1995             | 194                    | atakujący              |
| 4                                                            | Filip Popiwczak                                              | 10.10.2005             | 175                    | libero                 |
| 6                                                            | Artur Ratajczak                                              | 18.09.1990             | 206                    | środkowy               |
| 7                                                            | Mateusz Siwicki                                              | 23.07.1996             | 200                    | środkowy               |
| 10                                                           | Luka Tadić                                                   | 10.10.2000             | 206                    | przyjmujący            |
| 12                                                           | Grzegorz Pająk                                               | 01.01.1987             | 196                    | rozgrywający           |
| 13                                                           | Dominik Depowski                                             | 27.10.1995             | 203                    | przyjmujący            |
| 14                                                           | Maciej Olenderek                                             | 16.10.1992             | 178                    | libero                 |
| 17                                                           | Brandon Koppers                                              | 09.09.1995             | 202                    | przyjmujący            |
| 18                                                           | Damian Schulz                                                | 26.02.1990             | 208                    | atakujący              |
| 20                                                           | Bartłomiej Wójcik                                            | 24.07.1998             | 210                    | środkowy               |
| 21                                                           | Mateusz Szpernalowski                                        | 11.02.2005             | 190                    | rozgrywający           |
| 33                                                           | Wałerij Todua                                                | 30.07.1992             | 208                    | środkowy               |
| 39                                                           | Kamil Maruszczyk (od 11.12.2024)                             | 13.01.1993             | 191                    | przyjmujący            |
| Odeszli w trakcie sezonu                                     |                                                              |                        |                        |                        |
| 1                                                            | Adrian Kopij (do 21.12.2024)                                 | 16.01.1996             | 191                    | przyjmujący            |
| Dawid Murek (do 06.12.2024) Radosław Kolanek (od 06.12.2024) | Dawid Murek (do 06.12.2024) Radosław Kolanek (od 06.12.2024) | Trener                 | Trener                 | Trener                 |
| Radosław Kolanek (do 06.12.2024) Mateusz Musiał              | Radosław Kolanek (do 06.12.2024) Mateusz Musiał              | Asystent trenera       | Asystent trenera       | Asystent trenera       |
| Źródło:                                                      |                                                              |                        |                        |                        |

| PGE GiEK Skra Bełchatów        | PGE GiEK Skra Bełchatów            | PGE GiEK Skra Bełchatów | PGE GiEK Skra Bełchatów | PGE GiEK Skra Bełchatów |
| Nr                             | Imię i nazwisko                    | Data ur.                | Wzrost                  | Pozycja                 |
| ------------------------------ | ---------------------------------- | ----------------------- | ----------------------- | ----------------------- |
| 3                              | Wiktor Nowak                       | 21.05.1999              | 186                     | rozgrywający            |
| 4                              | Rafał Buszek                       | 28.04.1987              | 196                     | libero                  |
| 7                              | Bartłomiej Lemański                | 19.03.1996              | 217                     | środkowy                |
| 9                              | Łukasz Wiśniewski                  | 03.02.1989              | 198                     | środkowy                |
| 11                             | Miran Kujundžić                    | 19.06.1997              | 196                     | przyjmujący             |
| 12                             | Grzegorz Łomacz                    | 01.10.1987              | 187                     | rozgrywający            |
| 13                             | Mateusz Nowak                      | 29.02.2004              | 208                     | środkowy                |
| 14                             | Žiga Štern                         | 02.01.1994              | 193                     | przyjmujący             |
| 15                             | Michał Szalacha                    | 15.01.1994              | 202                     | środkowy}               |
| 16                             | David Dinculescu                   | 30.08.2004              | 195                     | przyjmujący             |
| 17                             | Amin Esma’ilneżad                  | 17.12.1996              | 203                     | atakujący               |
| 18                             | Pavle Perić                        | 07.08.1998              | 207                     | przyjmujący             |
| 19                             | Radosław Parapunow (od 29.11.2024) | 19.06.1997              | 205                     | atakujący               |
| 59                             | Kajetan Marek                      | 06.01.1994              | 186                     | libero                  |
| Odeszli w trakcie sezonu       |                                    |                         |                         |                         |
| 22                             | Krystian Walczak (do 6.11.2024)    | 08.07.2001              | 212                     | atakujący               |
| Gheorghe Crețu                 | Gheorghe Crețu                     | Trener                  | Trener                  | Trener                  |
| Mateusz Nykiel i Kamil Nalepka | Mateusz Nykiel i Kamil Nalepka     | Asystenci trenera       | Asystenci trenera       | Asystenci trenera       |
| Źródło:                        |                                    |                         |                         |                         |

| PGE Projekt Warszawa                   | PGE Projekt Warszawa                   | PGE Projekt Warszawa | PGE Projekt Warszawa | PGE Projekt Warszawa |
| Nr                                     | Imię i nazwisko                        | Data ur.             | Wzrost               | Pozycja              |
| -------------------------------------- | -------------------------------------- | -------------------- | -------------------- | -------------------- |
| 1                                      | Jakub Kowalczyk                        | 26.06.1986           | 200                  | środkowy             |
| 4                                      | Jakub Kochanowski                      | 17.07.1997           | 199                  | środkowy             |
| 5                                      | Jan Firlej                             | 26.09.1996           | 188                  | rozgrywający         |
| 6                                      | Tobias Brand                           | 09.07.1998           | 195                  | przyjmujący          |
| 7                                      | Kévin Tillie                           | 02.11.1990           | 200                  | przyjmujący          |
| 8                                      | Andrzej Wrona                          | 27.12.1988           | 206                  | środkowy             |
| 9                                      | Bartłomiej Bołądź                      | 28.09.1994           | 203                  | atakujący            |
| 10                                     | Jurij Semeniuk                         | 12.05.1994           | 210                  | środkowy             |
| 12                                     | Artur Szalpuk                          | 20.03.1995           | 201                  | przyjmujący          |
| 16                                     | Jędrzej Gruszczyński                   | 13.11.1997           | 186                  | libero               |
| 18                                     | Damian Wojtaszek                       | 07.09.1988           | 180                  | libero               |
| 20                                     | Linus Weber                            | 01.11.1999           | 200                  | atakujący            |
| 22                                     | Karol Borkowski                        | 01.01.1998           | 195                  | przyjmujący          |
| 85                                     | Michał Kozłowski                       | 16.02.1985           | 191                  | rozgrywający         |
| Piotr Graban                           | Piotr Graban                           | Trener               | Trener               | Trener               |
| Bartosz Kaczmarek i Marcin Lubiejewski | Bartosz Kaczmarek i Marcin Lubiejewski | Asystent trenera     | Asystent trenera     | Asystent trenera     |
| Źródło:                                |                                        |                      |                      |                      |

| PSG Stal Nysa                                                     | PSG Stal Nysa                                                     | PSG Stal Nysa    | PSG Stal Nysa    | PSG Stal Nysa    |
| Nr                                                                | Imię i nazwisko                                                   | Data ur.         | Wzrost           | Pozycja          |
| ----------------------------------------------------------------- | ----------------------------------------------------------------- | ---------------- | ---------------- | ---------------- |
| 1                                                                 | Zouheir El Graoui                                                 | 01.07.1994       | 197              | przyjmujący      |
| 2                                                                 | Kellian Motta Paes                                                | 24.03.2002       | 190              | rozgrywający     |
| 6                                                                 | Konrad Jankowski                                                  | 29.06.2002       | 204              | środkowy         |
| 8                                                                 | Dominik Kramczyński                                               | 13.01.2001       | 202              | środkowy         |
| 9                                                                 | Michał Gierżot                                                    | 04.10.2001       | 205              | przyjmujący      |
| 10                                                                | Remigiusz Kapica                                                  | 28.09.2000       | 200              | atakujący        |
| 12                                                                | Nicolas Zerba                                                     | 13.06.1999       | 204              | środkowy         |
| 14                                                                | Jakub Abramowicz                                                  | 10.04.1998       | 202              | środkowy         |
| 18                                                                | Jakub Olejniczak                                                  | 02.06.2007       | 182              | libero           |
| 19                                                                | Dawid Dulski                                                      | 01.11.2002       | 210              | atakujący        |
| 20                                                                | Kamil Szymura                                                     | 24.01.1999       | 185              | libero           |
| 66                                                                | Kamil Kosiba                                                      | 31.10.1999       | 199              | atakujący        |
| 90                                                                | Wojciech Włodarczyk                                               | 28.10.1990       | 200              | atakujący        |
| 91                                                                | Patryk Szczurek                                                   | 06.02.1991       | 193              | rozgrywający     |
| Daniel Pliński (do 04.12.2024) Francesco Petrella (od 04.12.2024) | Daniel Pliński (do 04.12.2024) Francesco Petrella (od 04.12.2024) | I trener         | I trener         | I trener         |
| Michał Róg (do 07.02.2025) i Piotr Łuka                           | Michał Róg (do 07.02.2025) i Piotr Łuka                           | Asystent trenera | Asystent trenera | Asystent trenera |
| Źródło:                                                           |                                                                   |                  |                  |                  |

| Steam Hemarpol Norwid Częstochowa | Steam Hemarpol Norwid Częstochowa | Steam Hemarpol Norwid Częstochowa | Steam Hemarpol Norwid Częstochowa | Steam Hemarpol Norwid Częstochowa |
| Nr                                | Imię i nazwisko                   | Data ur.                          | Wzrost                            | Pozycja                           |
| --------------------------------- | --------------------------------- | --------------------------------- | --------------------------------- | --------------------------------- |
| 1                                 | Bartłomiej Lipiński               | 16.11.1996                        | 201                               | przyjmujący                       |
| 3                                 | Mateusz Borkowski                 | 18.02.2002                        | 199                               | atakujący                         |
| 4                                 | Bartosz Schmidt                   | 03.06.1991                        | 200                               | środkowy                          |
| 5                                 | Quinn Isaacson                    | 19.02.1999                        | 188                               | rozgrywający                      |
| 6                                 | Daniel Popiela                    | 29.04.2001                        | 200                               | środkowy                          |
| 7                                 | Damian Radziwon                   | 05.11.2002                        | 201                               | środkowy                          |
| 8                                 | Artur Sługocki                    | 01.05.1999                        | 196                               | przyjmujący                       |
| 10                                | Damian Kogut                      | 03.01.1997                        | 191                               | przyjmujący                       |
| 11                                | Milad Ebadipur                    | 17.10.1993                        | 196                               | przyjmujący                       |
| 13                                | Mateusz Masłowski                 | 13.06.1997                        | 185                               | libero                            |
| 15                                | Łukasz Żygadło (od 2.12.2024)     | 02.08.1979                        | 201                               | rozgrywający                      |
| 16                                | Bartosz Makoś                     | 01.08.1998                        | 176                               | libero                            |
| 17                                | Tomasz Kowalski                   | 12.06.1991                        | 202                               | rozgrywający                      |
| 23                                | Patrik Indra                      | 08.12.1997                        | 200                               | atakujący                         |
| 31                                | Sebastian Adamczyk                | 18.02.1999                        | 208                               | środkowy                          |
| Cézar Douglas Silva               | Cézar Douglas Silva               | Trener                            | Trener                            | Trener                            |
| Leszek Hudziak                    | Leszek Hudziak                    | Asystent trenera                  | Asystent trenera                  | Asystent trenera                  |
| Źródło:                           |                                   |                                   |                                   |                                   |

| Ślepsk Malow Suwałki                  | Ślepsk Malow Suwałki                       | Ślepsk Malow Suwałki | Ślepsk Malow Suwałki | Ślepsk Malow Suwałki |
| Nr                                    | Imię i nazwisko                            | Data ur.             | Wzrost               | Pozycja              |
| ------------------------------------- | ------------------------------------------ | -------------------- | -------------------- | -------------------- |
| 2                                     | Konrad Stajer                              | 26.10.1995           | 200                  | środkowy             |
| 4                                     | Joaquín Gallego                            | 21.11.1996           | 204                  | środkowy             |
| 5                                     | Ǵorǵi Ǵorǵiew (od 2.11.2024 do 18.12.2024) | 22.05.1992           | 197                  | rozgrywający         |
| 8                                     | Henrique Honorato                          | 18.03.1997           | 190                  | przyjmujący          |
| 9                                     | Bartosz Filipiak                           | 27.02.1994           | 197                  | atakujący            |
| 15                                    | Paweł Halaba                               | 14.12.1995           | 195                  | przyjmujący          |
| 17                                    | Bartosz Firszt                             | 19.03.1999           | 198                  | środkowy             |
| 21                                    | Marcin Krawiecki                           | 21.07.1998           | 188                  | rozgrywający         |
| 22                                    | Jakub Kubacki                              | 20.09.2005           | 176                  | libero               |
| 24                                    | Mateusz Czunkiewicz                        | 16.12.1996           | 183                  | libero               |
| 25                                    | Quentin Jouffroy                           | 17.05.1993           | 203                  | środkowy             |
| 47                                    | Antoni Kwasigroch                          | 27.01.2002           | 192                  | przyjmujący          |
| 71                                    | Matías Sánchez                             | 20.09.1996           | 173                  | rozgrywający         |
| 95                                    | Jakub Macyra                               | 22.07.1995           | 202                  | środkowy             |
| 99                                    | Damian Wierzbicki                          | 25.10.1992           | 198                  | atakujący            |
| Dominik Kwapisiewicz                  | Dominik Kwapisiewicz                       | I trener             | I trener             | I trener             |
| Mateusz Kuśmierz i Kamil Skrzypkowski | Mateusz Kuśmierz i Kamil Skrzypkowski      | Asystent trenera     | Asystent trenera     | Asystent trenera     |
| Źródło:                               |                                            |                      |                      |                      |

| Trefl Gdańsk                    | Trefl Gdańsk                    | Trefl Gdańsk     | Trefl Gdańsk     | Trefl Gdańsk     |
| Nr                              | Imię i nazwisko                 | Data ur.         | Wzrost           | Pozycja          |
| ------------------------------- | ------------------------------- | ---------------- | ---------------- | ---------------- |
| 1                               | Janusz Gałązka                  | 26.04.1987       | 199              | środkowy         |
| 4                               | Gijs Jorna                      | 30.05.1989       | 197              | przyjmujący      |
| 6                               | Jakub Czerwiński                | 22.07.2001       | 195              | przyjmujący      |
| 7                               | Paweł Pietraszko                | 05.10.1990       | 201              | środkowy         |
| 8                               | Voitto Köykkä                   | 09.07.1999       | 179              | libero           |
| 9                               | Alaksiej Nasiewicz              | 05.06.2003       | 197              | atakujący        |
| 10                              | Kamil Droszyński                | 28.01.1997       | 190              | rozgrywający     |
| 11                              | Lukas Kampa                     | 29.11.1986       | 195              | rozgrywający     |
| 14                              | Rafał Sobański                  | 10.08.1991       | 195              | przyjmujący      |
| 16                              | Fabian Majcherski               | 28.03.1997       | 175              | libero           |
| 17                              | Piotr Orczyk                    | 19.03.1993       | 198              | przyjmujący      |
| 18                              | Bartłomiej Mordyl               | 21.01.1995       | 201              | środkowy         |
| 22                              | Moustapha M’Baye                | 18.09.1992       | 198              | środkowy         |
| 87                              | Jakub Jarosz                    | 10.02.1987       | 197              | atakujący        |
| Odeszli w trakcie sezonu        |                                 |                  |                  |                  |
| 3                               | Rafał Faryna (do 3.10.2024)     | 28.09.1994       | 200              | atakujący        |
| Mariusz Sordyl                  | Mariusz Sordyl                  | I trener         | I trener         | I trener         |
| Karol Rędzioch i Dominik Posmyk | Karol Rędzioch i Dominik Posmyk | Asystent trenera | Asystent trenera | Asystent trenera |
| Źródło:                         |                                 |                  |                  |                  |

| ZAKSA Kędzierzyn-Koźle | ZAKSA Kędzierzyn-Koźle | ZAKSA Kędzierzyn-Koźle | ZAKSA Kędzierzyn-Koźle | ZAKSA Kędzierzyn-Koźle |
| Nr                     | Imię i nazwisko        | Data ur.               | Wzrost                 | Pozycja                |
| ---------------------- | ---------------------- | ---------------------- | ---------------------- | ---------------------- |
| 1                      | Bartosz Kurek          | 29.08.1988             | 205                    | atakujący              |
| 2                      | Kajetan Kubicki        | 09.02.2003             | 190                    | rozgrywający           |
| 5                      | Marcin Janusz          | 31.07.1994             | 195                    | rozgrywający           |
| 7                      | Igor Grobelny          | 08.06.1993             | 194                    | przyjmujący            |
| 10                     | Mateusz Rećko          | 30.05.1998             | 196                    | atakujący              |
| 12                     | Andreas Takvam         | 04.06.1993             | 201                    | środkowy               |
| 13                     | Rafał Szymura          | 29.08.1995             | 196                    | przyjmujący            |
| 15                     | David Smith            | 15.05.1985             | 201                    | środkowy               |
| 16                     | Mateusz Poręba         | 04.08.1999             | 203                    | środkowy               |
| 18                     | Maciej Nowowsiak       | 20.09.2001             | 189                    | libero                 |
| 21                     | Karol Urbanowicz       | 24.02.2001             | 200                    | środkowy               |
| 22                     | Erik Shoji             | 24.08.1989             | 184                    | libero                 |
| 23                     | Jakub Szymański        | 25.03.1998             | 200                    | przyjmujący            |
| 99                     | Daniel Chițigoi        | 10.03.2005             | 203                    | przyjmujący            |
| Andrea Giani           | Andrea Giani           | Trener                 | Trener                 | Trener                 |
| Michał Chadała         | Michał Chadała         | Asystent trenera       | Asystent trenera       | Asystent trenera       |
| Źródło:                |                        |                        |                        |                        |